# Ms. (журнал)
Ms. — американський ліберальний феміністичний журнал, заснований 1972 року феміністкою другої хвилі та громадсько-політичною активісткою Глорією Стайнем та афроамериканською феміністкою та захисницею дітей Дороті Пітман Г'юз. Це був перший загальнонаціональний американський феміністичний журнал, з липня 1972 до 1987 він виходив щомісяця, зараз виходить щоквартально. Редакторками були Летті Коттін Погребін, Мері Том, Патрісія Карбін, Джоан Едгар, Ніна Фінкельштейн, Мері Пікок, Маргарет Слоун-Гантер та Глорія Стейнем.
На своєму піку в 1970-х Ms. мав великий успіх, але не завжди міг узгодити ідеологічні питання з комерційними.[джерело?] З 2001 року журнал видається Фондом феміністської більшості, що базується в Лос-Анджелесі та Арлінгтоні, Вірджинія.[джерело?]

### Історія

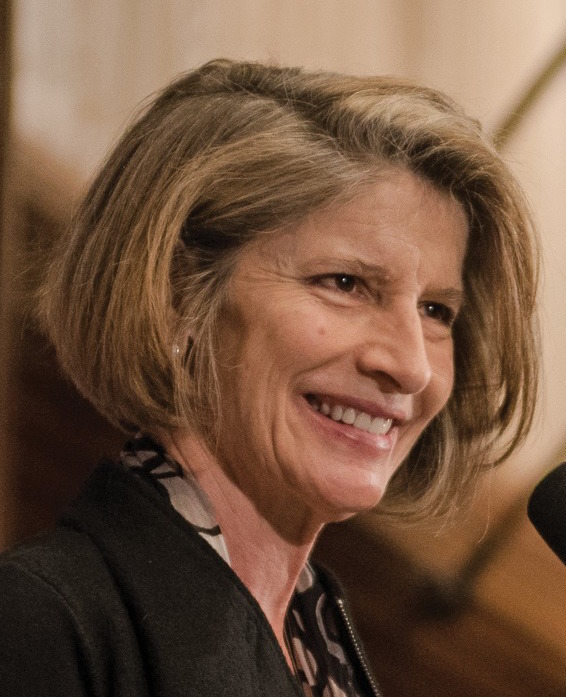
Кетрін Спіллар, виконавча редакторка журналу Ms.

Ґлорія Стайнем хотіла створити видання, яке б розглядало питання, які хвилюють сучасних жінок, а не тільки побутові теми, такі як мода та ведення домашнього господарства. «Як журналістка я зрозуміла, що жінкам дійсно немає чого читати, такого, що контролюється жінками, і це змусило мене разом з низкою інших жінок започаткувати журнал Ms.» Спочатку Стайнем бачила Ms. інформаційним виданням, але колеги переконали зробити ресурс журналом. Патрісія Карбін вважала журнал кращим через гроші рекламодавців і що він може охопити авдиторію своїм портативним, візуально приємним форматом.

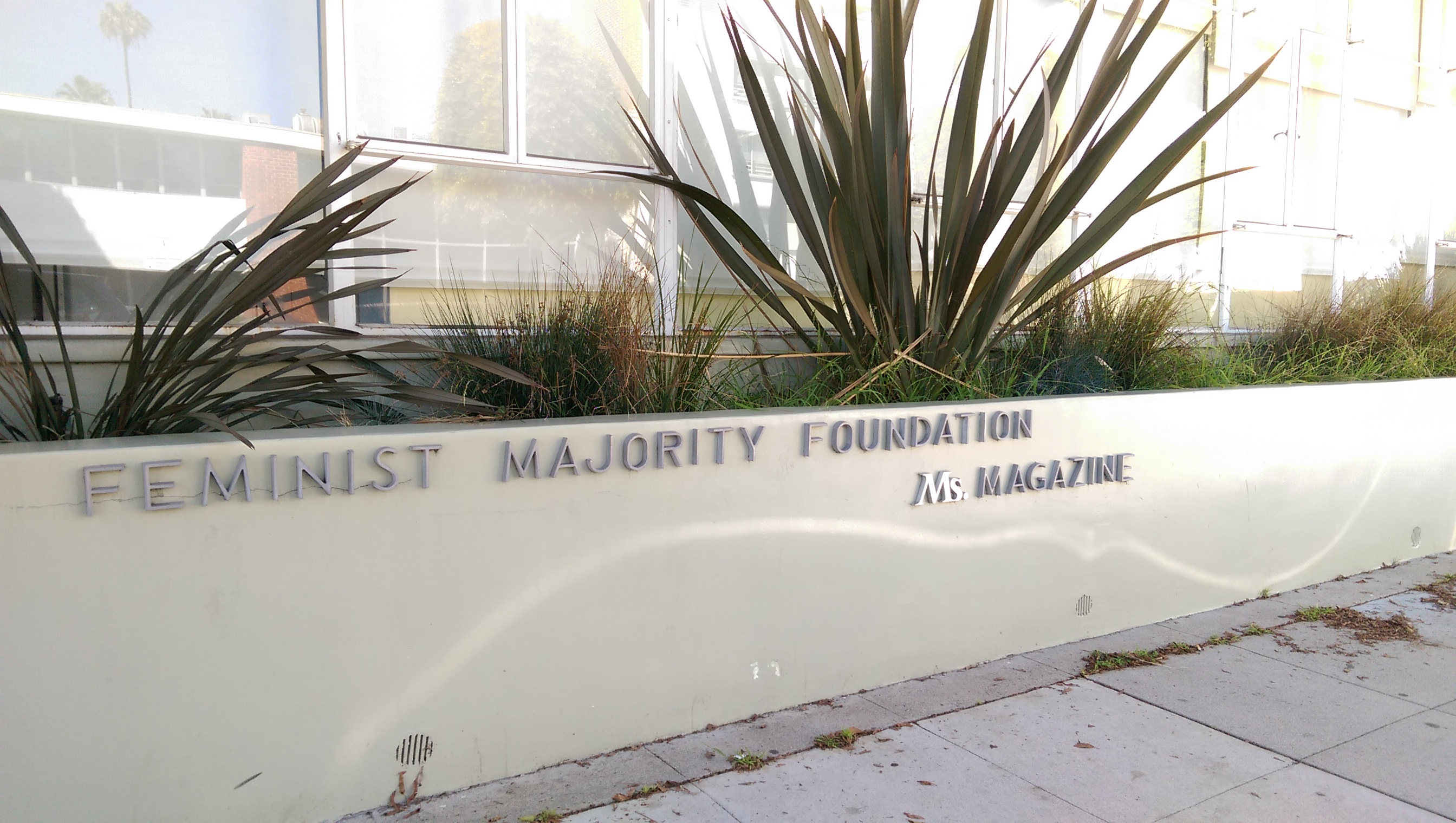
Офіс журналу Ms. в Лос-Анджелесі, Каліфорнія

Щодо походження назви Стайнем розповіла: «Ми збиралися назвати його Соджурнер (Sojourner), на честь Сожурне Трус, але це сприймалося як журнал для подорожей. Тоді ми збиралися назвати його Сестрами (Sisters), але це розглядалося як релігійний журнал. Ми зупинилися на Міс (Ms.), бо вона була символічною, а також короткою, що добре для логотипа. «Ліліт» і «Бімбо» також вважалися назвами журналу. У цей час «міс» (Ms.), альтернатива Miss чи Mrs., вираз, який нейтралізував сімейний стан жінок, був недостатньо відомим у медіа.
Перший пробний випуск журналу Ms. був опублікований у грудні 1971 року журналом New York Magazine. Обкладинка, ілюстрована Міріам Воск, зображує вагітну індуїстську богиню Калі, яка використовує вісім рук для утримання годинника, сковороди, друкарської машинки, граблів, дзеркала, телефону, керма та праски. 300 000 тестових примірників журналу були розпродані за три дні, і протягом наступних кількох тижнів було оформлено 26 000 підписок.
Перший самостійний випуск з'явився у січні 1972 року за фінансування редактора Нью-Йорка Клея Фелкера, він включав статтю «У нас були аборти» (список відомих жінок, які визнавали, що пройшли цю медичну операцію, та купон для читачок, щоб ті могли включити власні імена як частину списку), пропагували видалення сексистської лексики з англійської мови, а також літературу, зосереджену на тому, щоб допомогти жінкам усвідомити, що вони можуть протистояти суспільним нормам.
Жінки розглядали журнал Ms. як голос жінок, голос, який був прихований від медіа. Читачки часто спілкувалися з журналом, надсилаючи листи до редакції.
У 2017 році Ms. відсвяткував 45-річчя видання. На честь цієї події Ms. послались на перший випуск 1972 року, де на обкладинці була зображена Диво-жінка. Цей вибір ґрунтувався на переконанні Диво-жінки у «сестринстві та рівності», що, за словами Ms., є «рушійною цінністю» для феміністичних переконань не лише тоді, коли журнал зародився, а й у сучасному суспільстві.

## Авторки

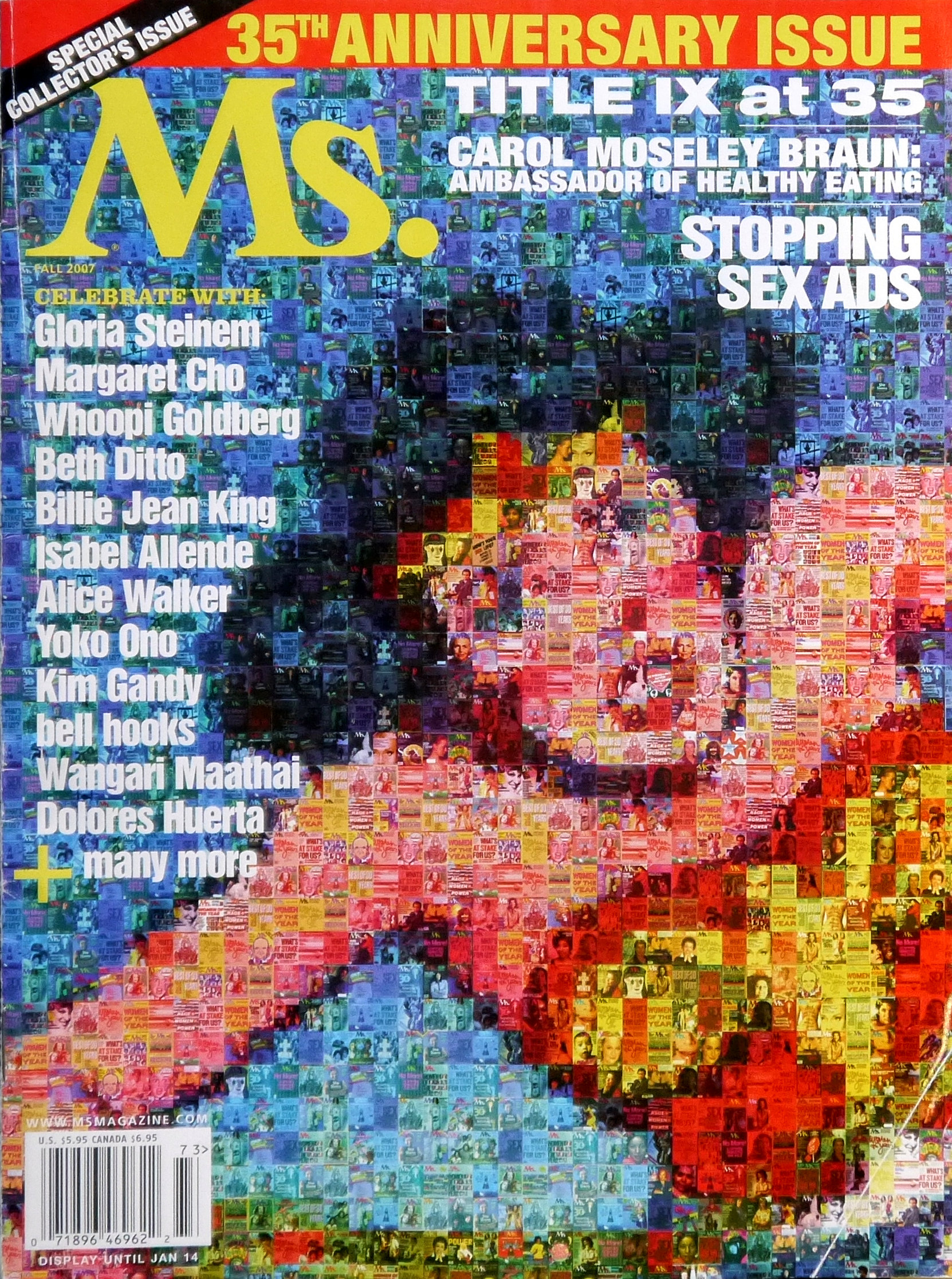
До 35-річчя видання, на обкладинці зображення Диво-жінка

Серед дописувачок Ms. були:
- Сьюзен Брауді[16]
- Еліс Вокер
- Марсія Гіллеспі[17]
- Анджела Девіс
- Барбара Еренрайх
- Джейн О'Рейлі[16]
- Летті Коттін Погребін[16]
- Сюзан Фалуді

## Випуски
Вибрані обкладинки номерів журналу Ms. у порядку виходу з зазначенням теми номеру.

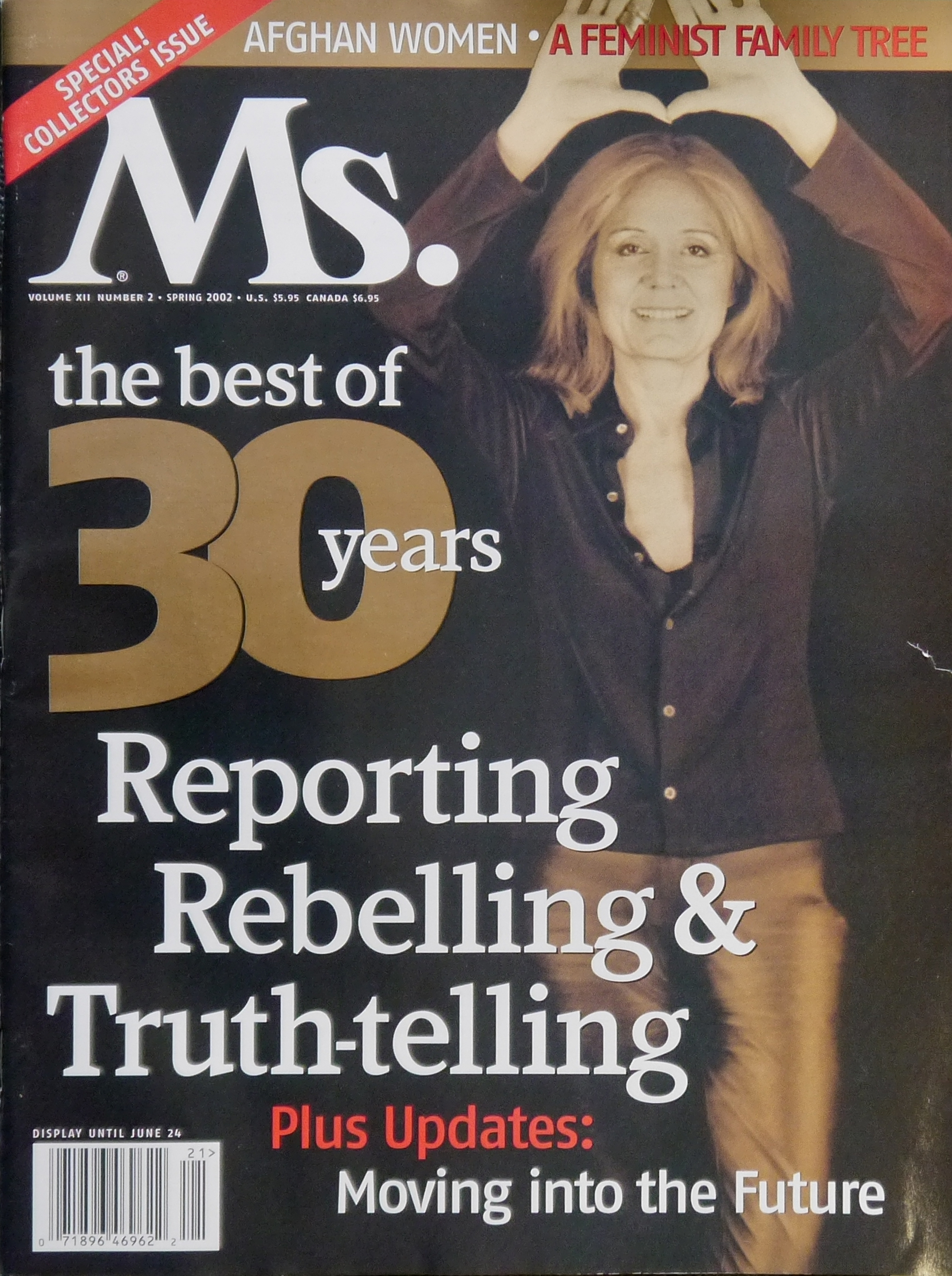
Ґлорія Стайнем, Весна 2002
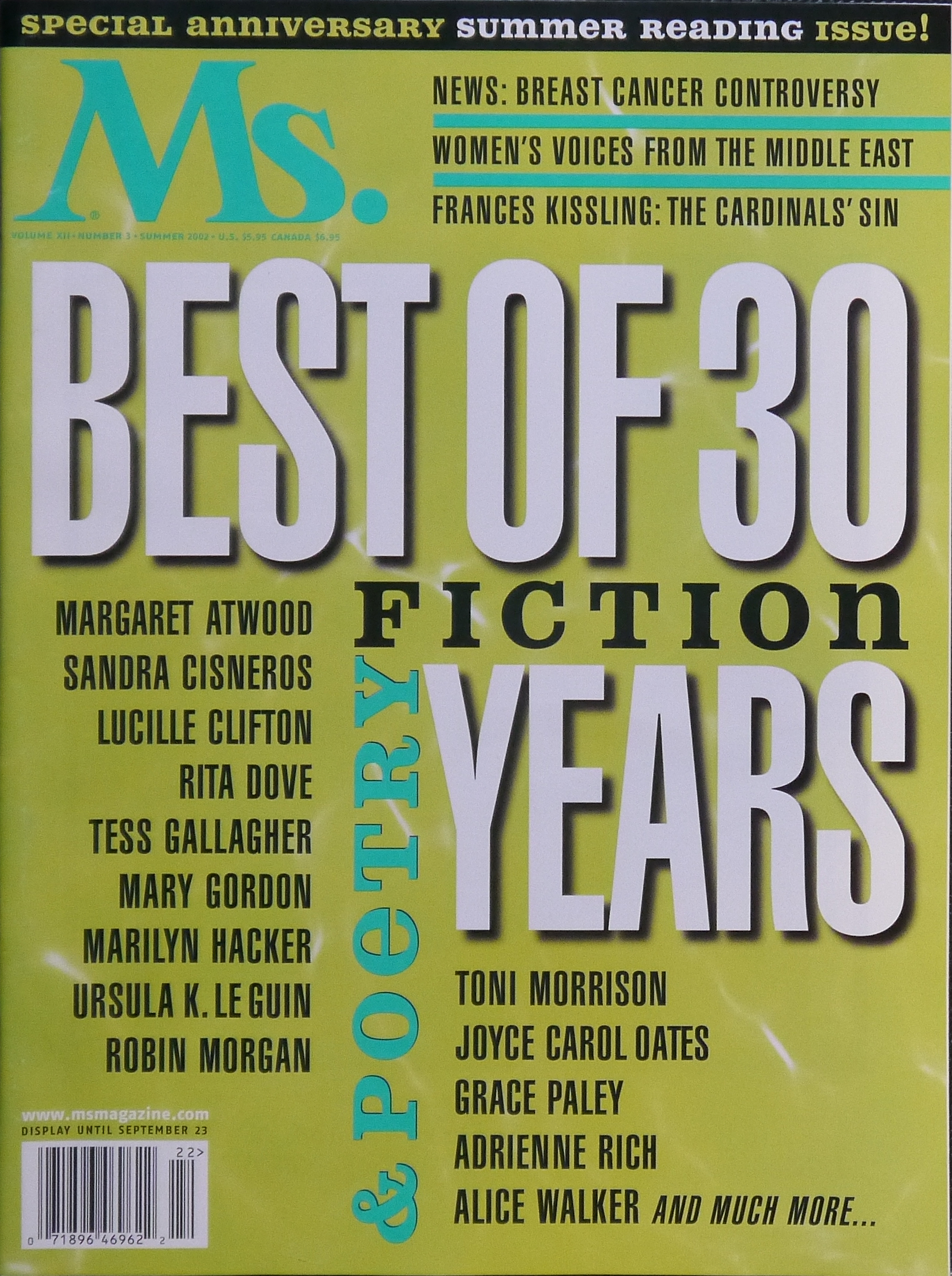
Фемлітература, Літо 2002
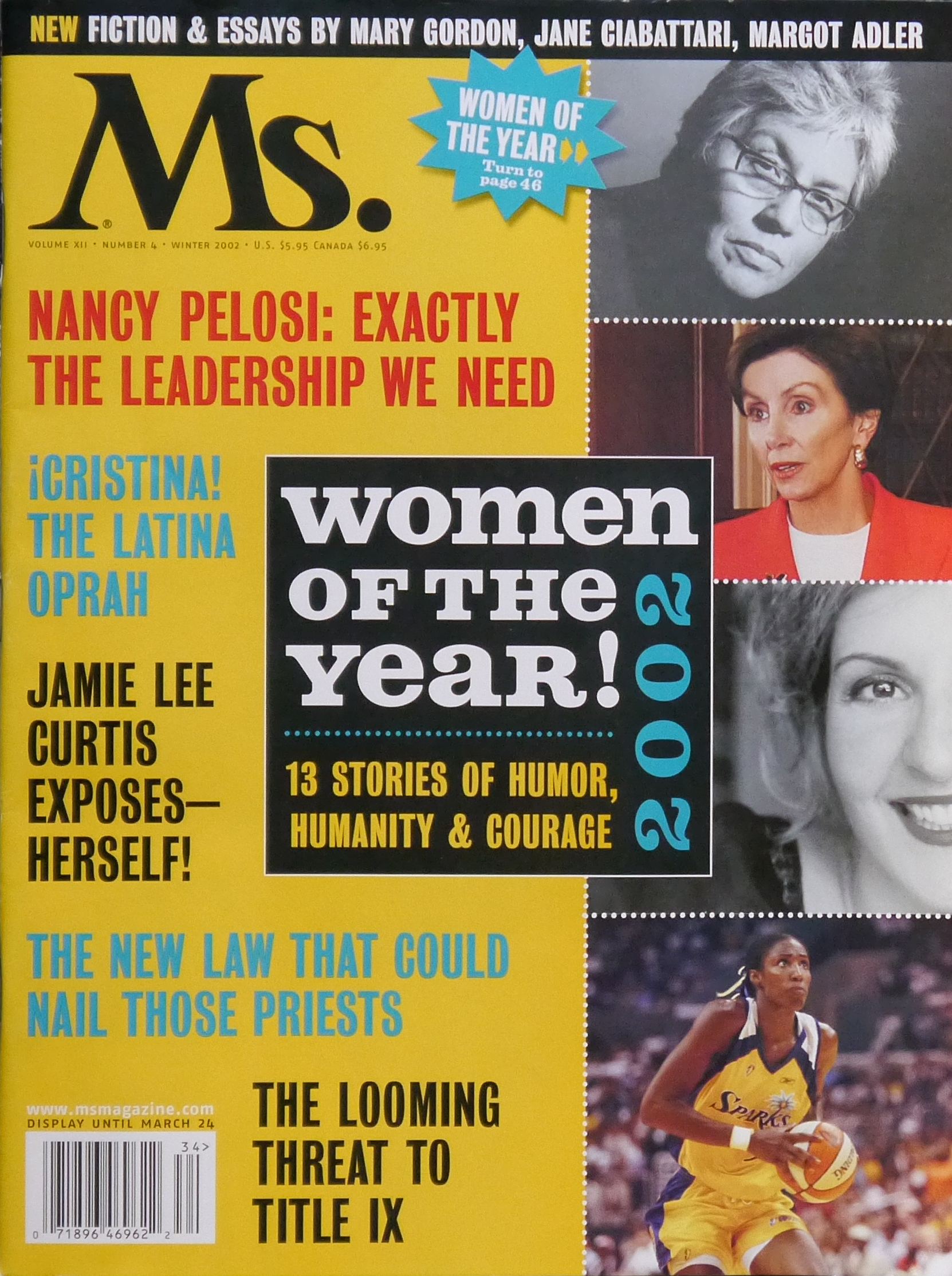
Зима 2002
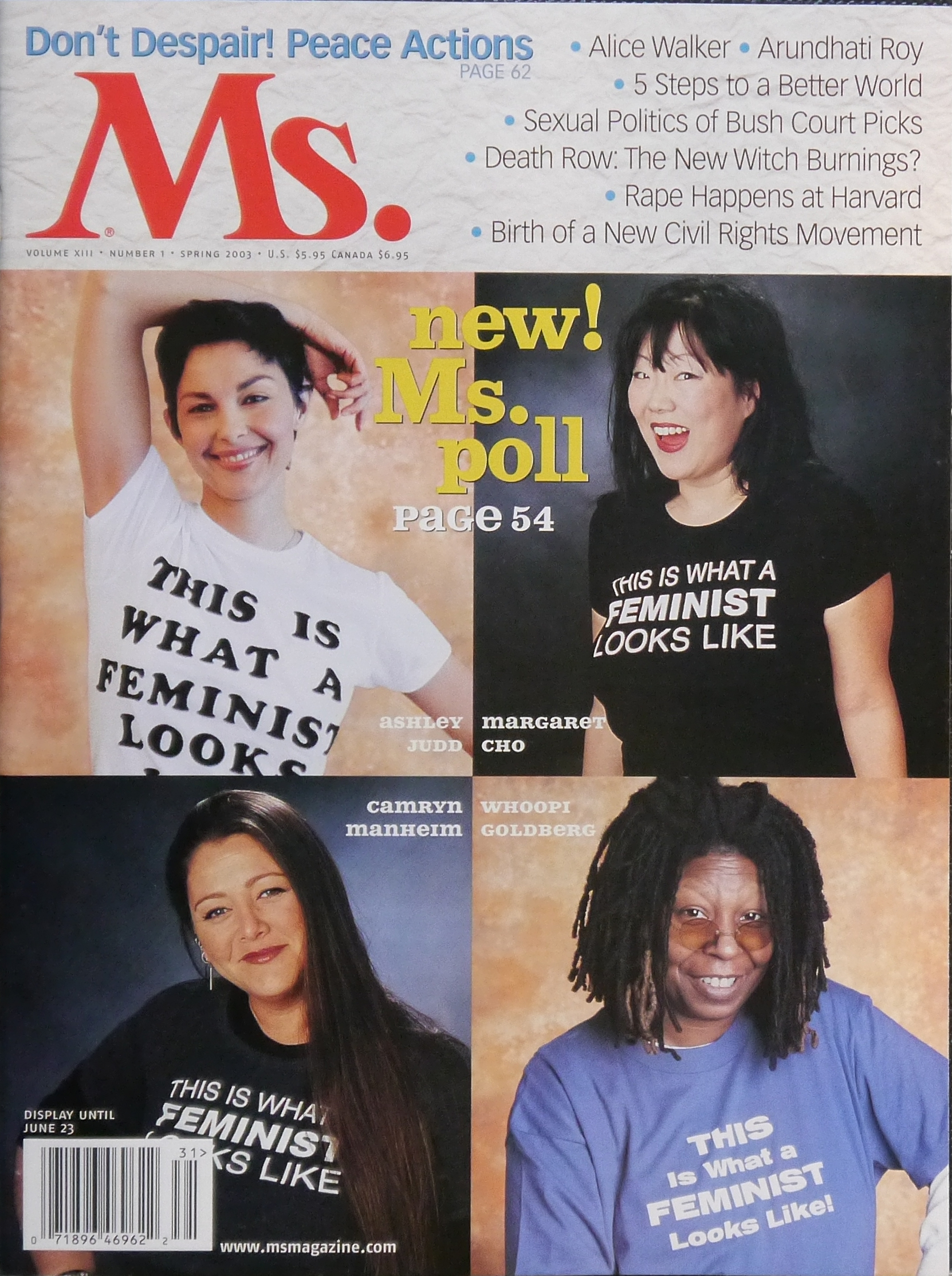
Кампанія "Ось як виглядає феміністка", Весна 2003
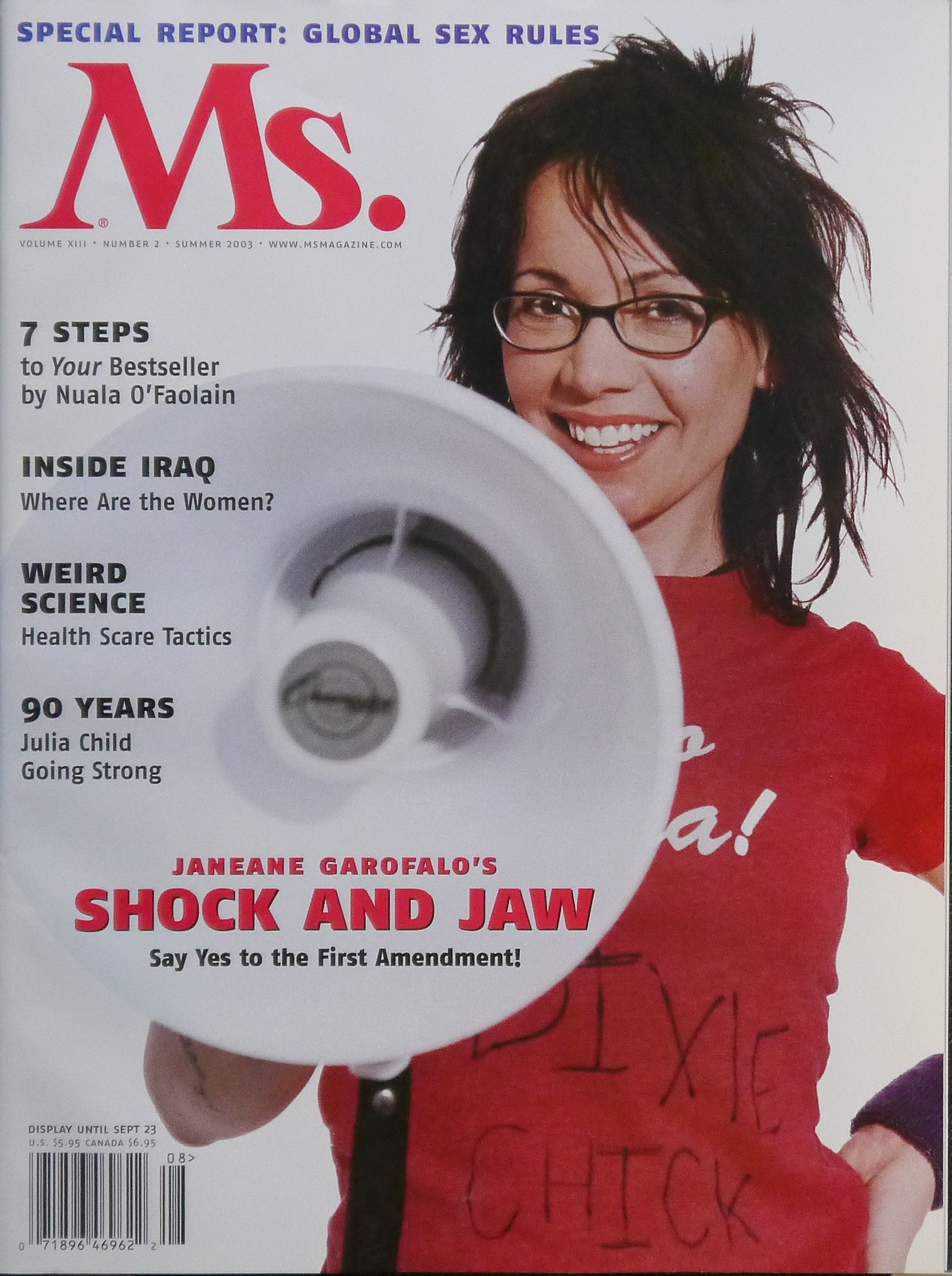
Джанін Ґарофало[en], Літо 2003
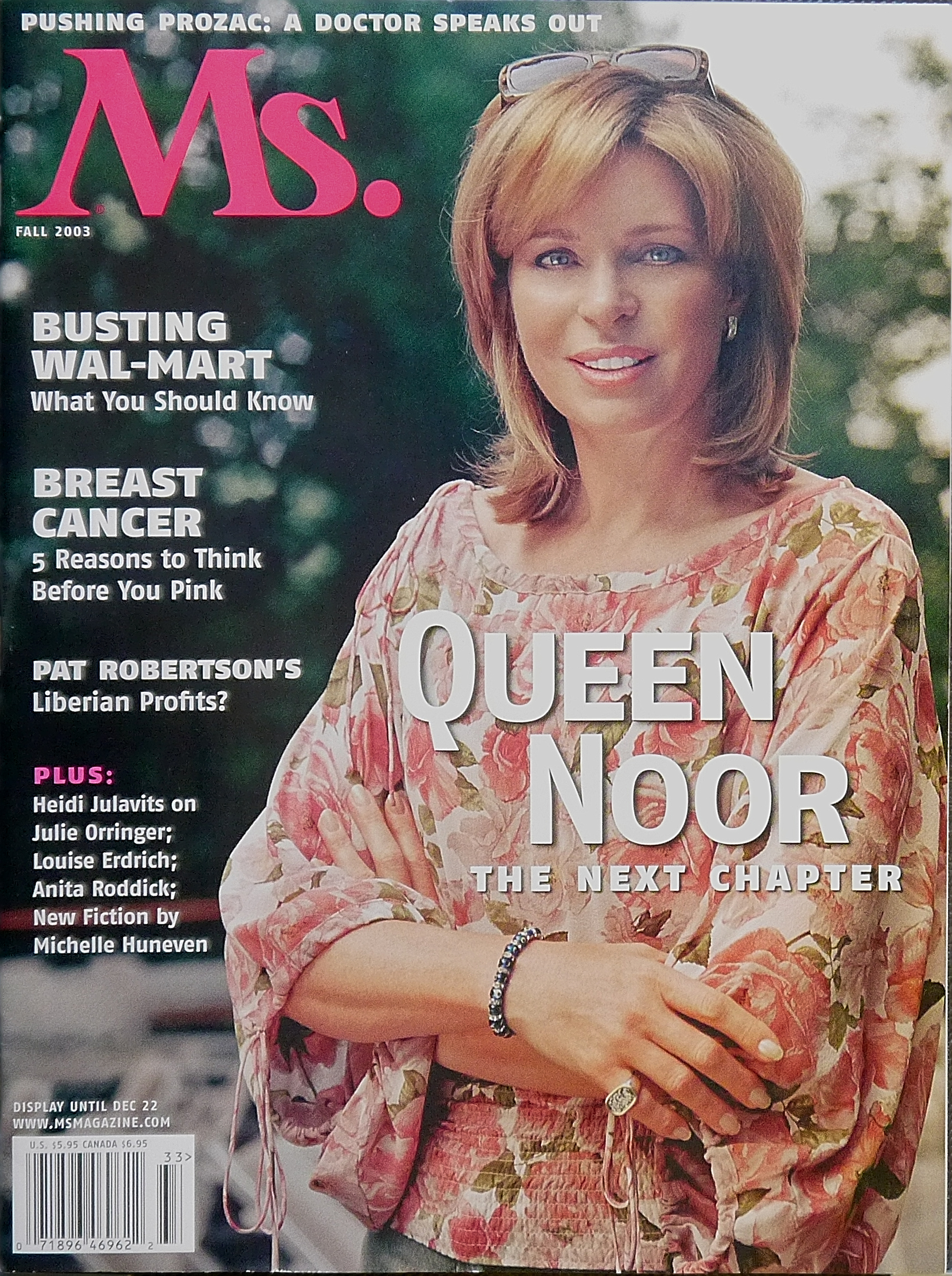
Нур, королева Йорданії, Осінь 2003
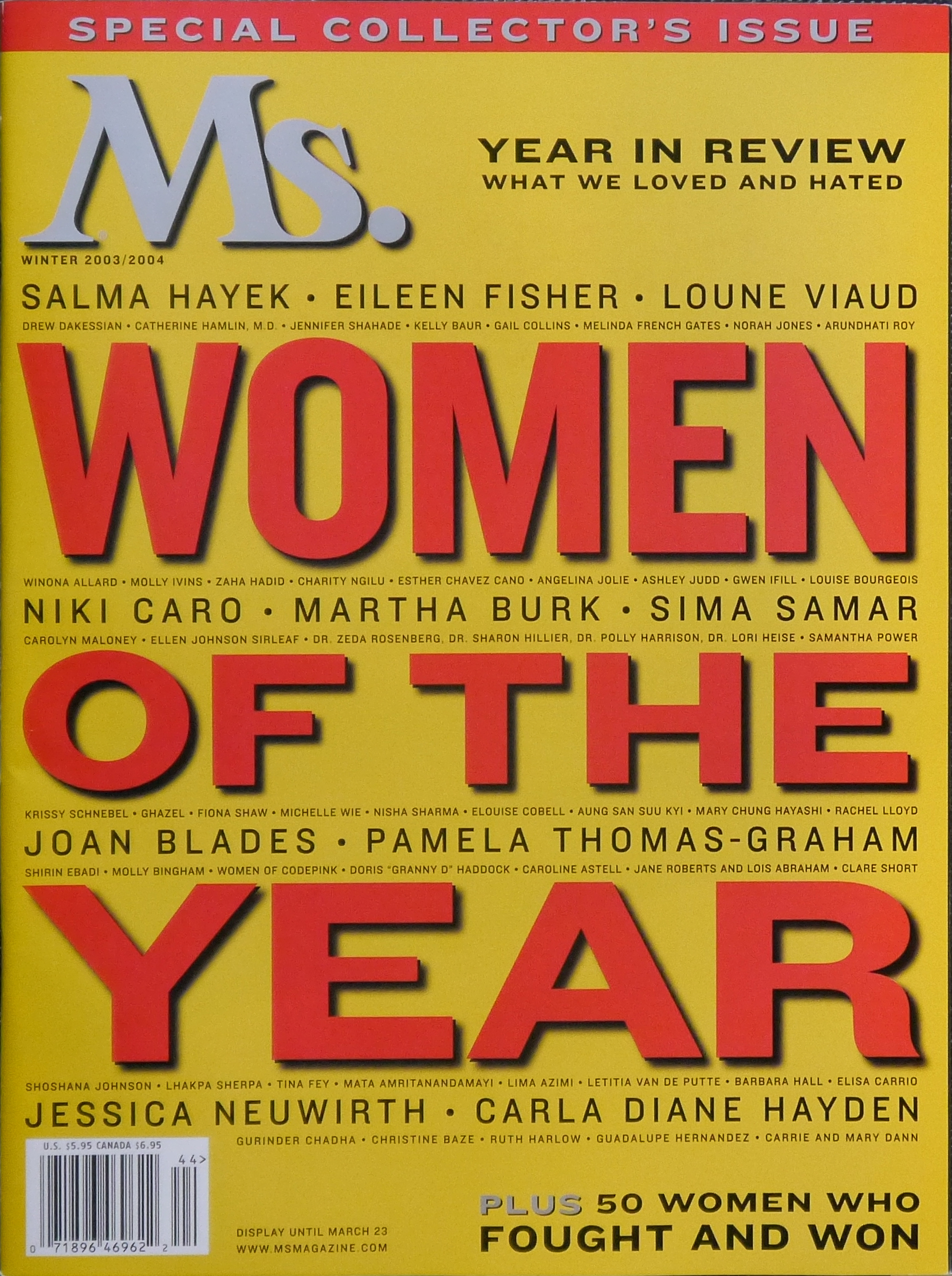
Зима 2003-2004
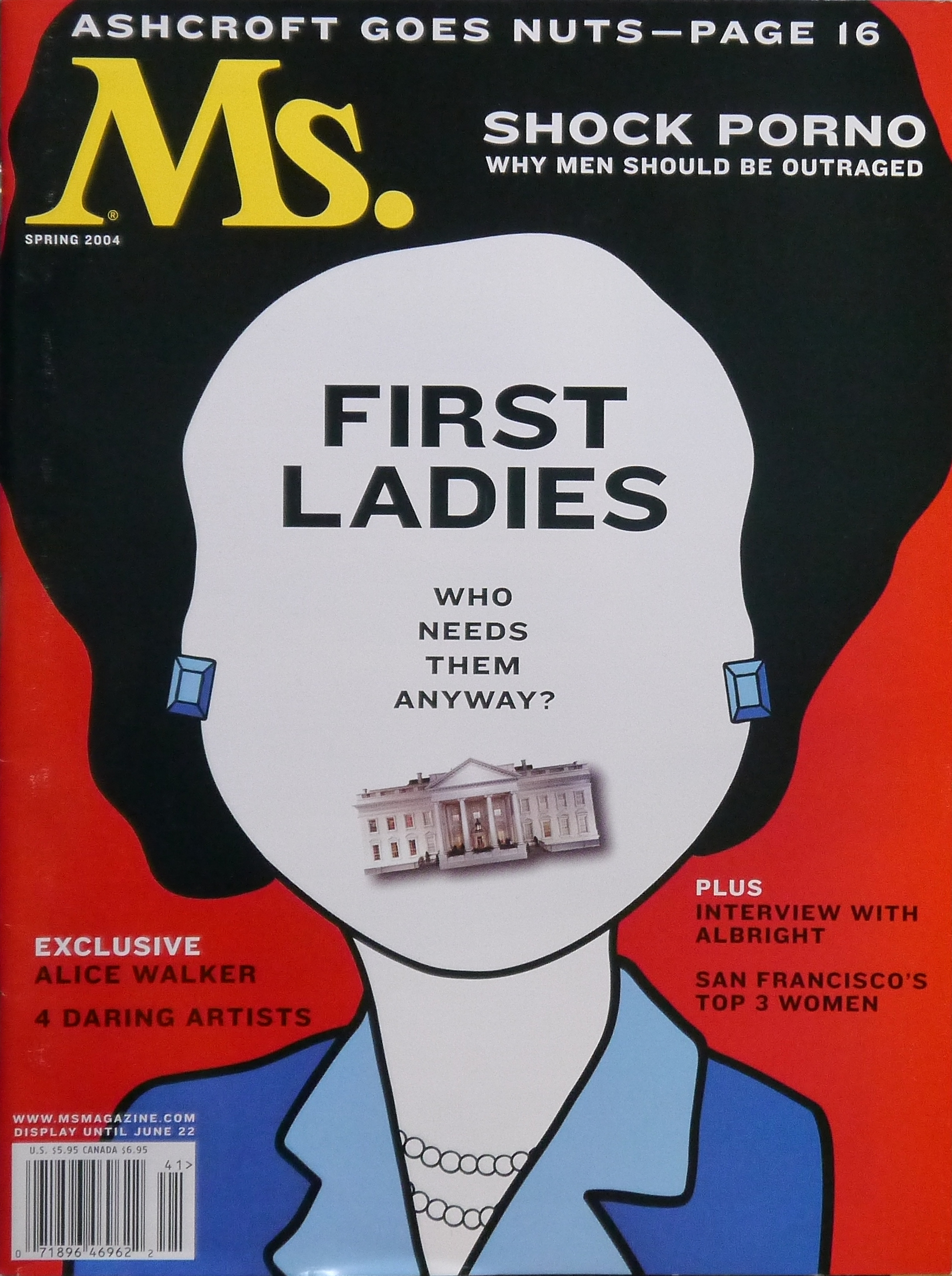
Перші леді, Весна 2004
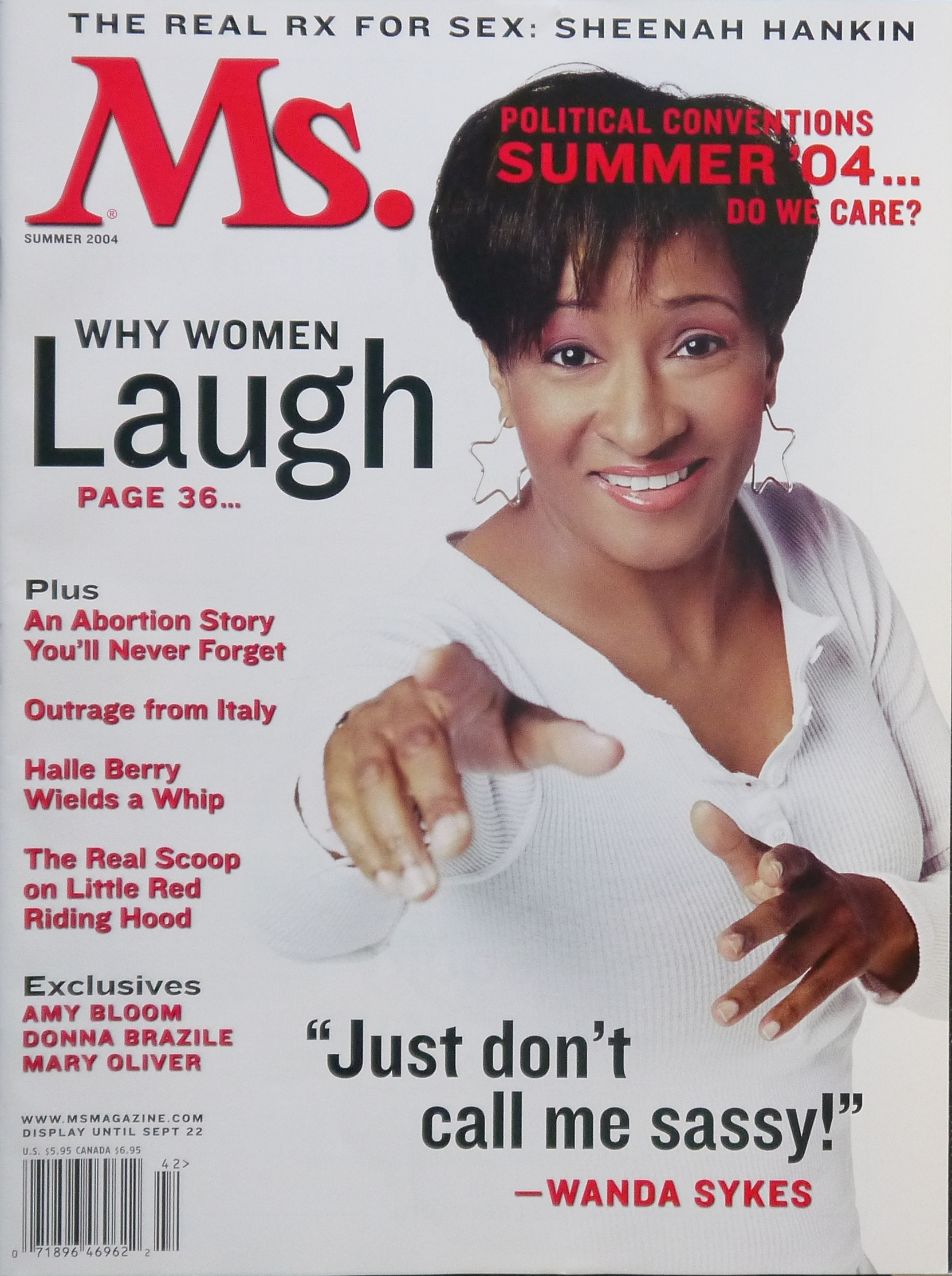
Ванда Сайкс, Літо 2004
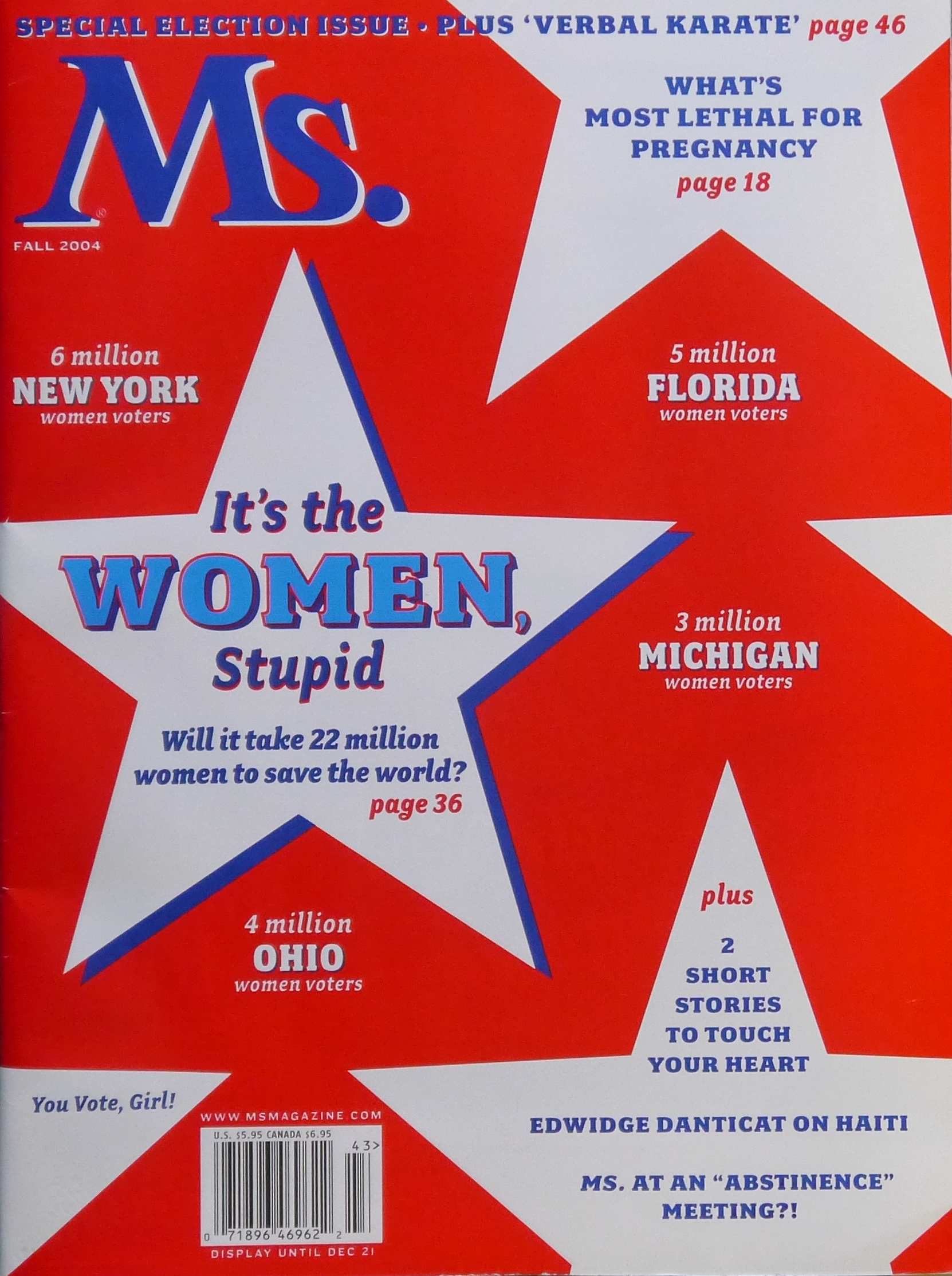
Президентські вибори, Осінь 2004
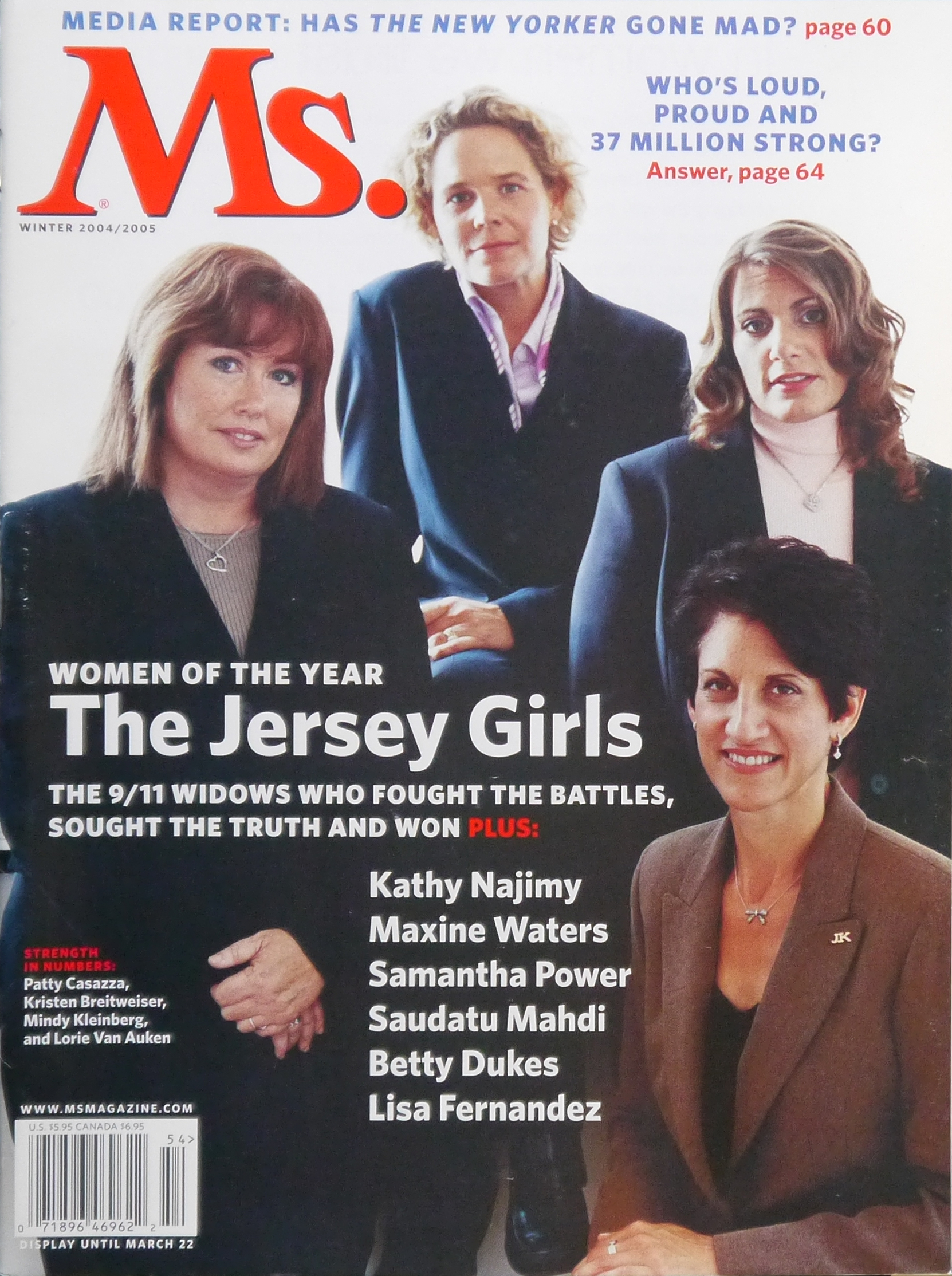
Зима 2004-2005
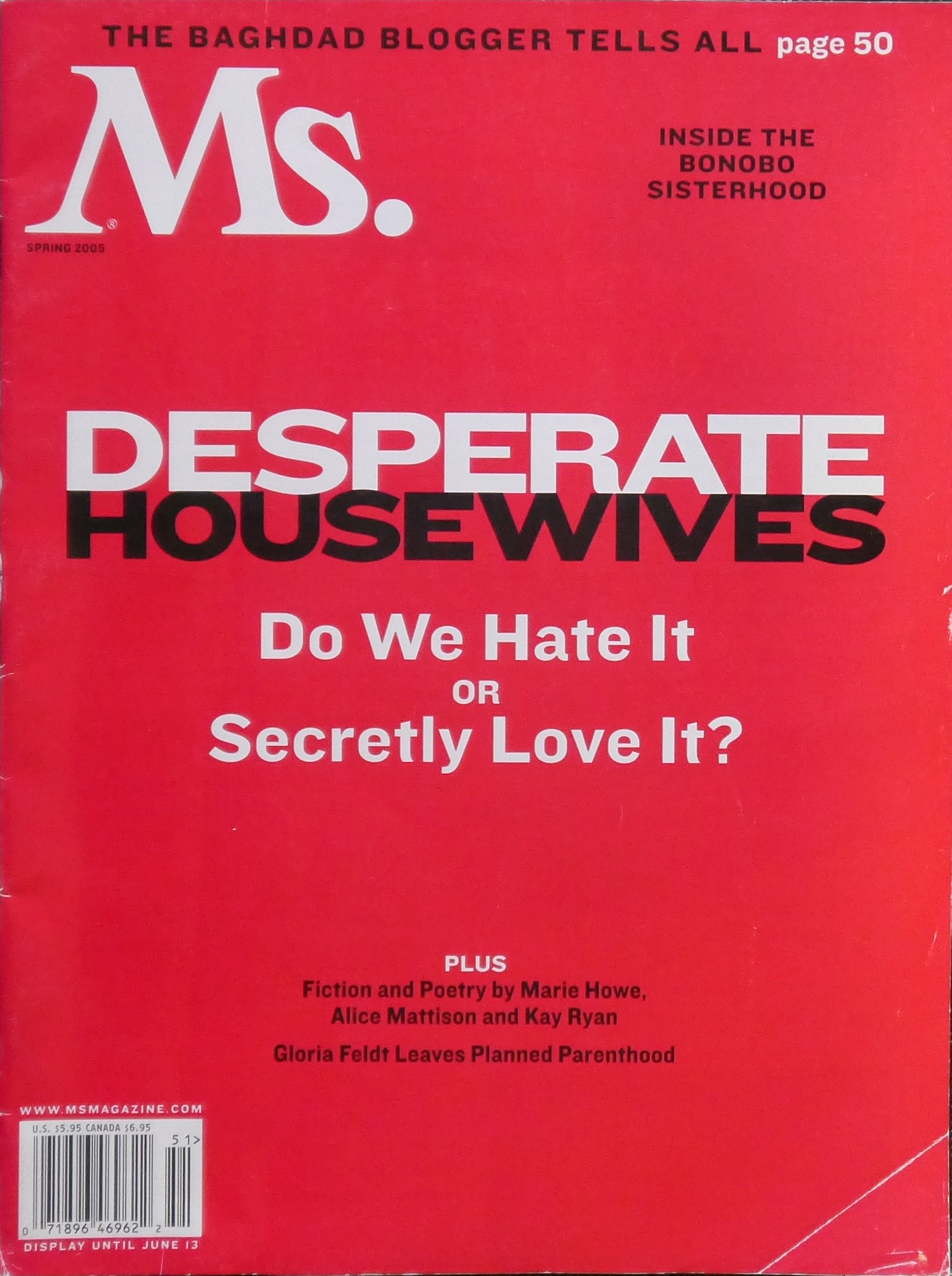
Відчайдушні домогосподарки, Весна 2005
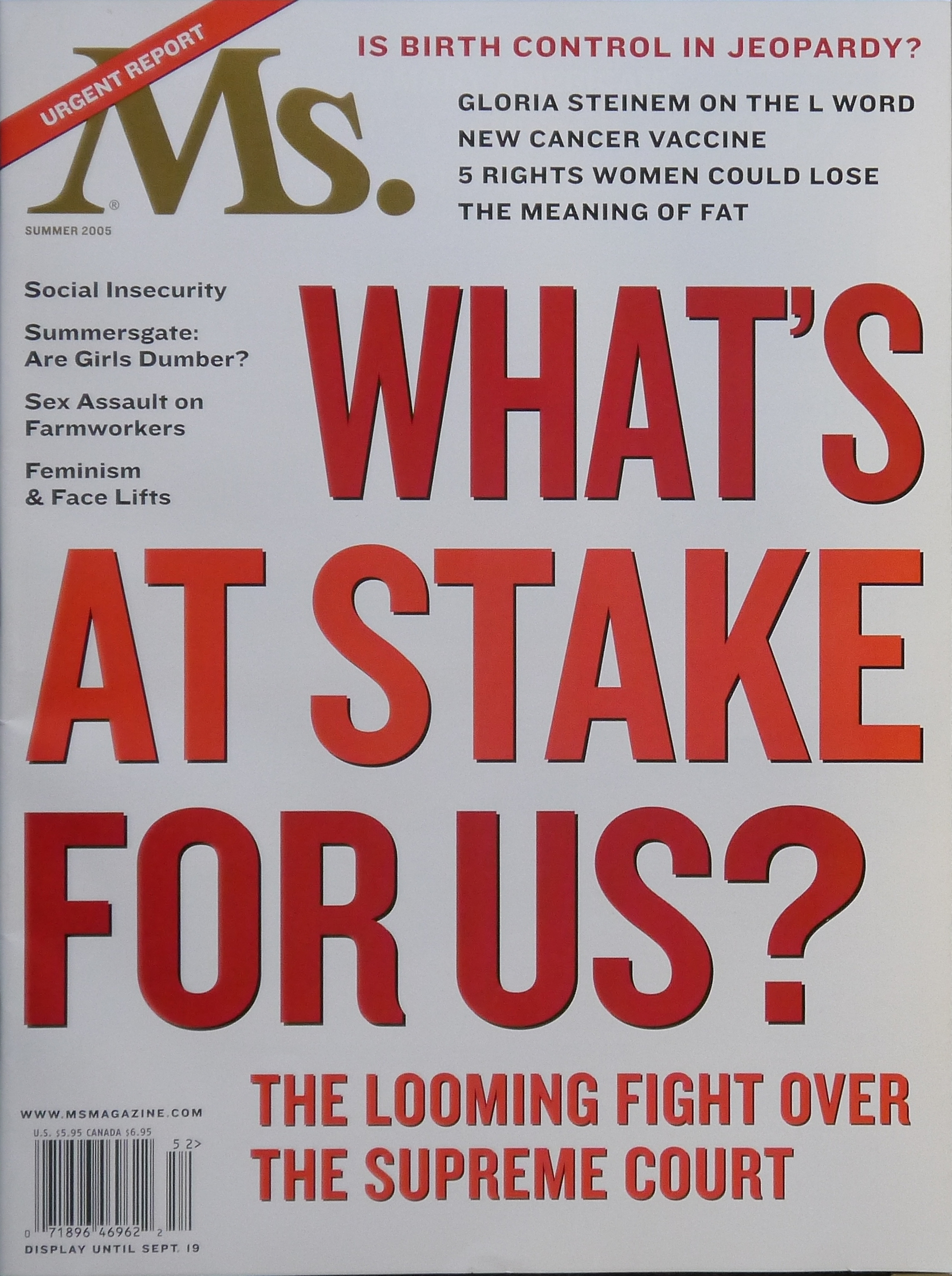
Літо 2005
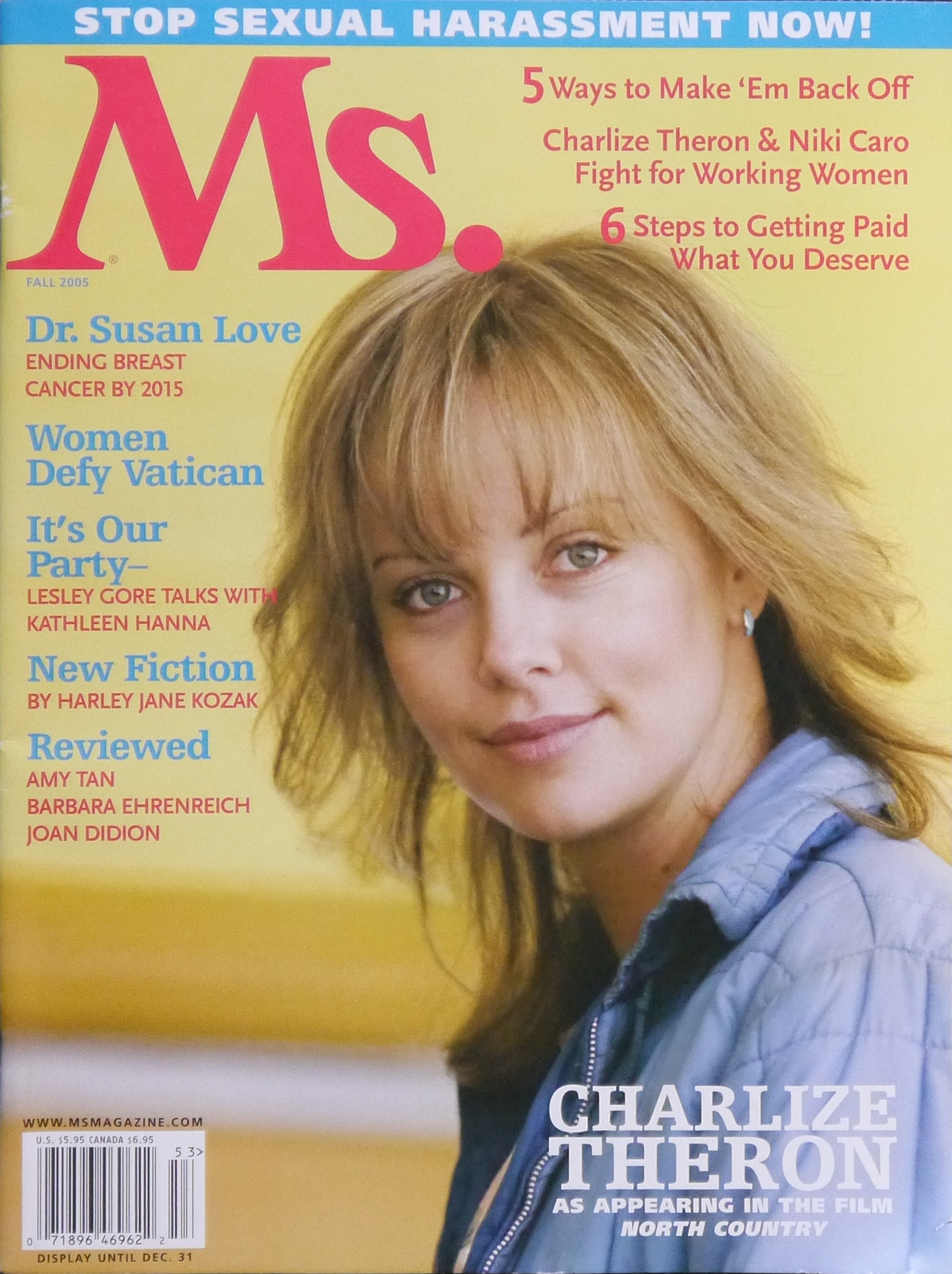
Шарліз Терон, роль у Північній країні, Осінь 2005
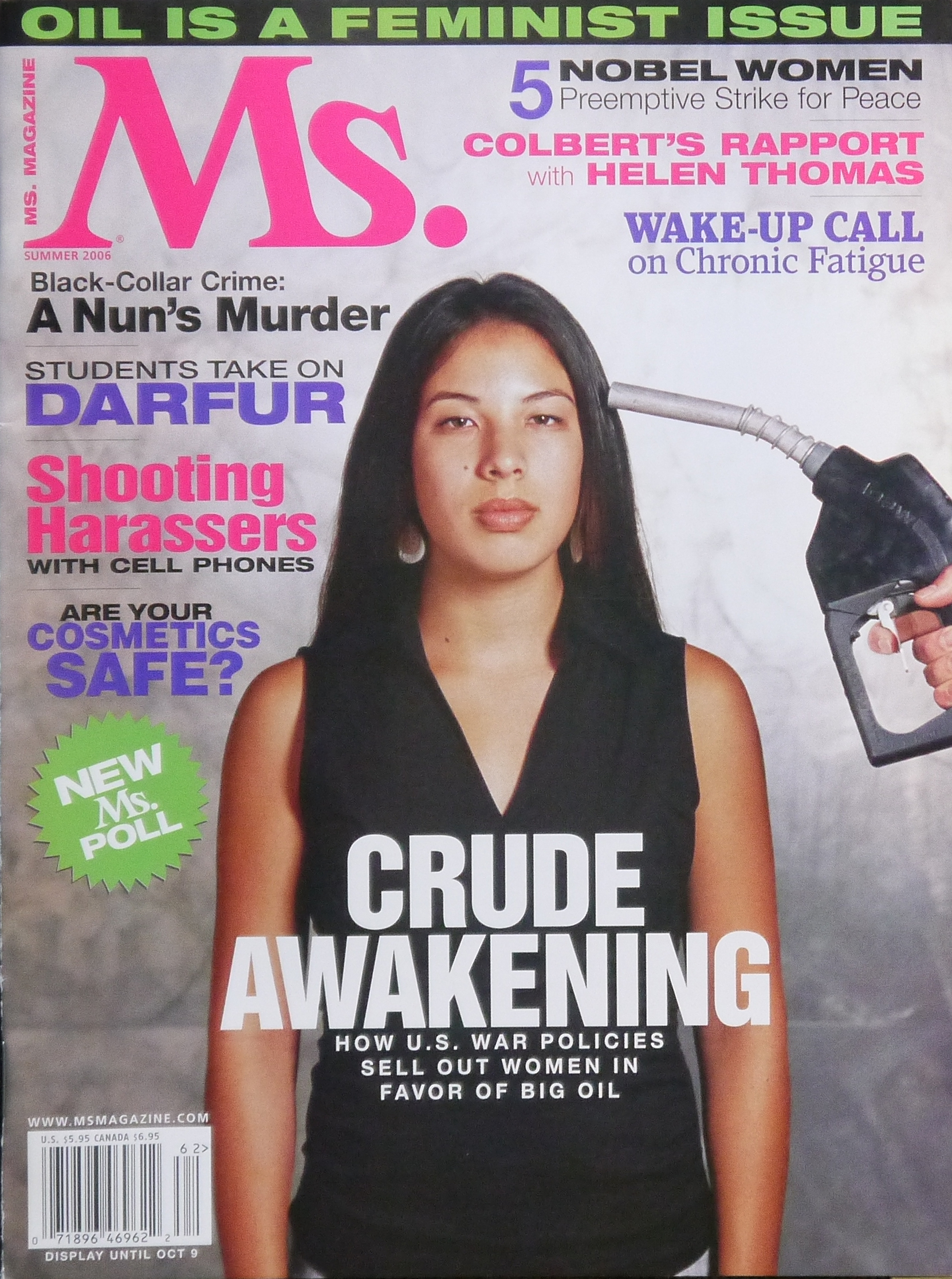
Енергетична політика США та війна, Літо 2006
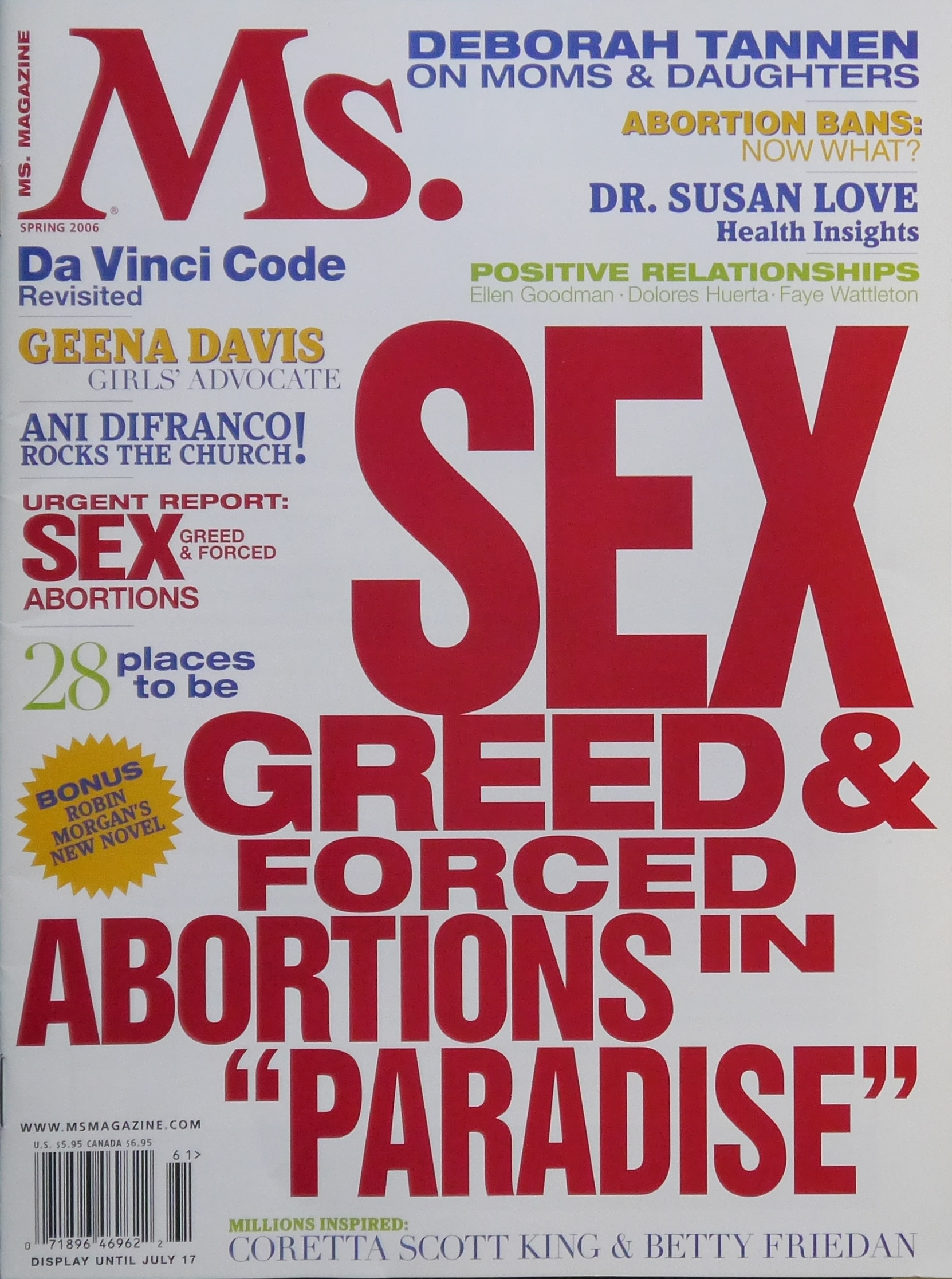
Весна 2006
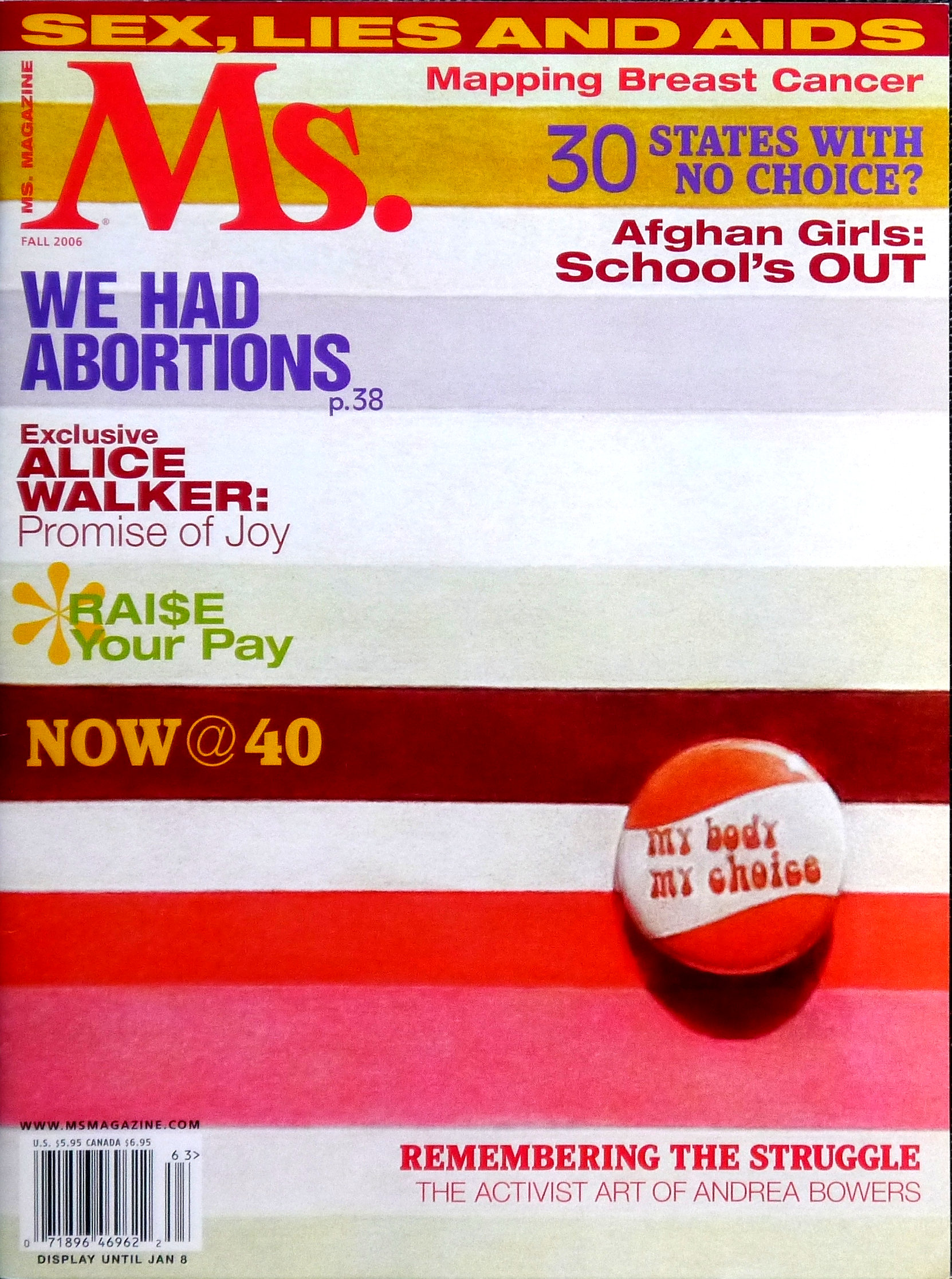
Арт Андреа Боверз[en], Осінь 2006
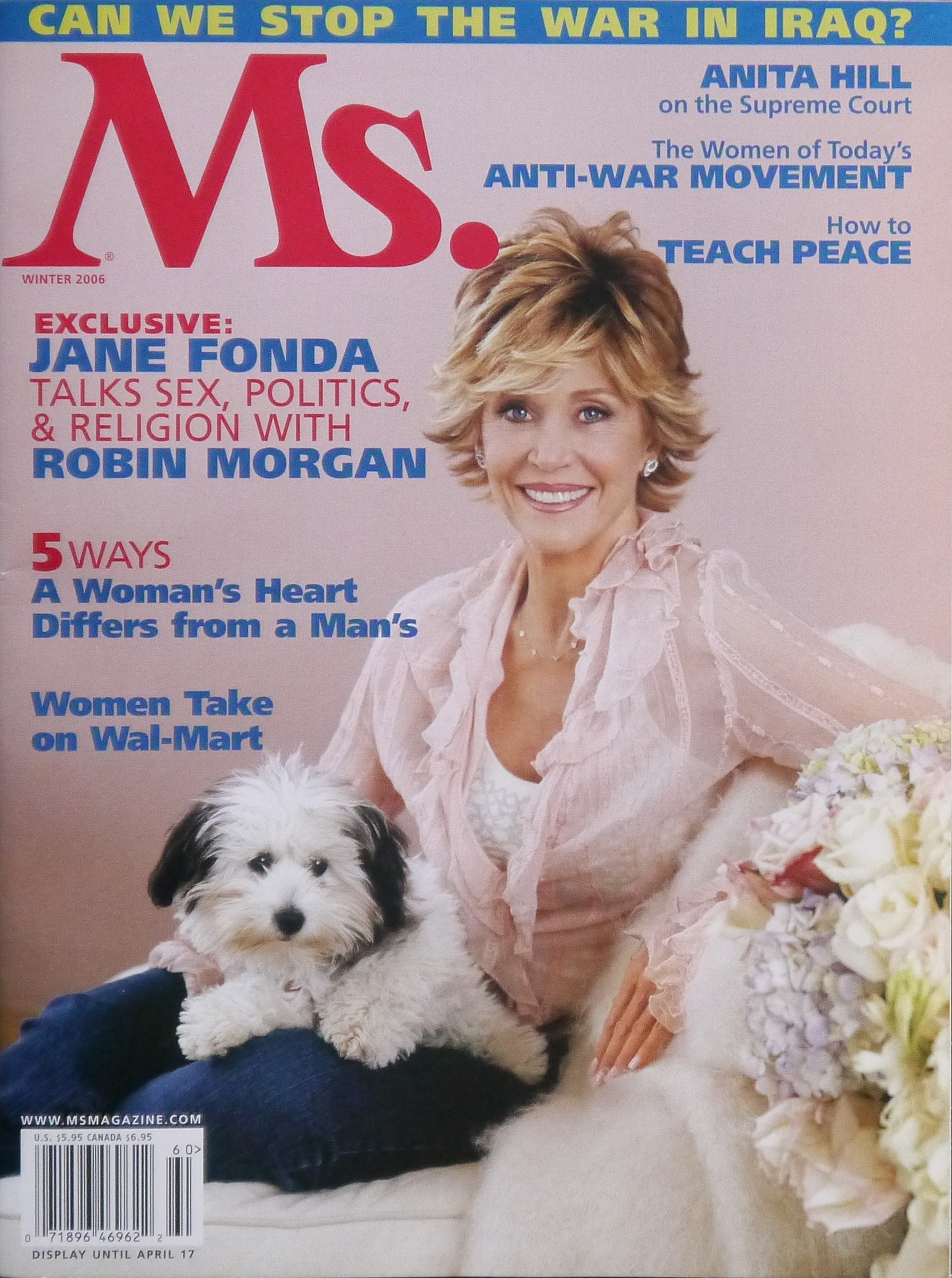
Джейн Фонда, Зима 2006
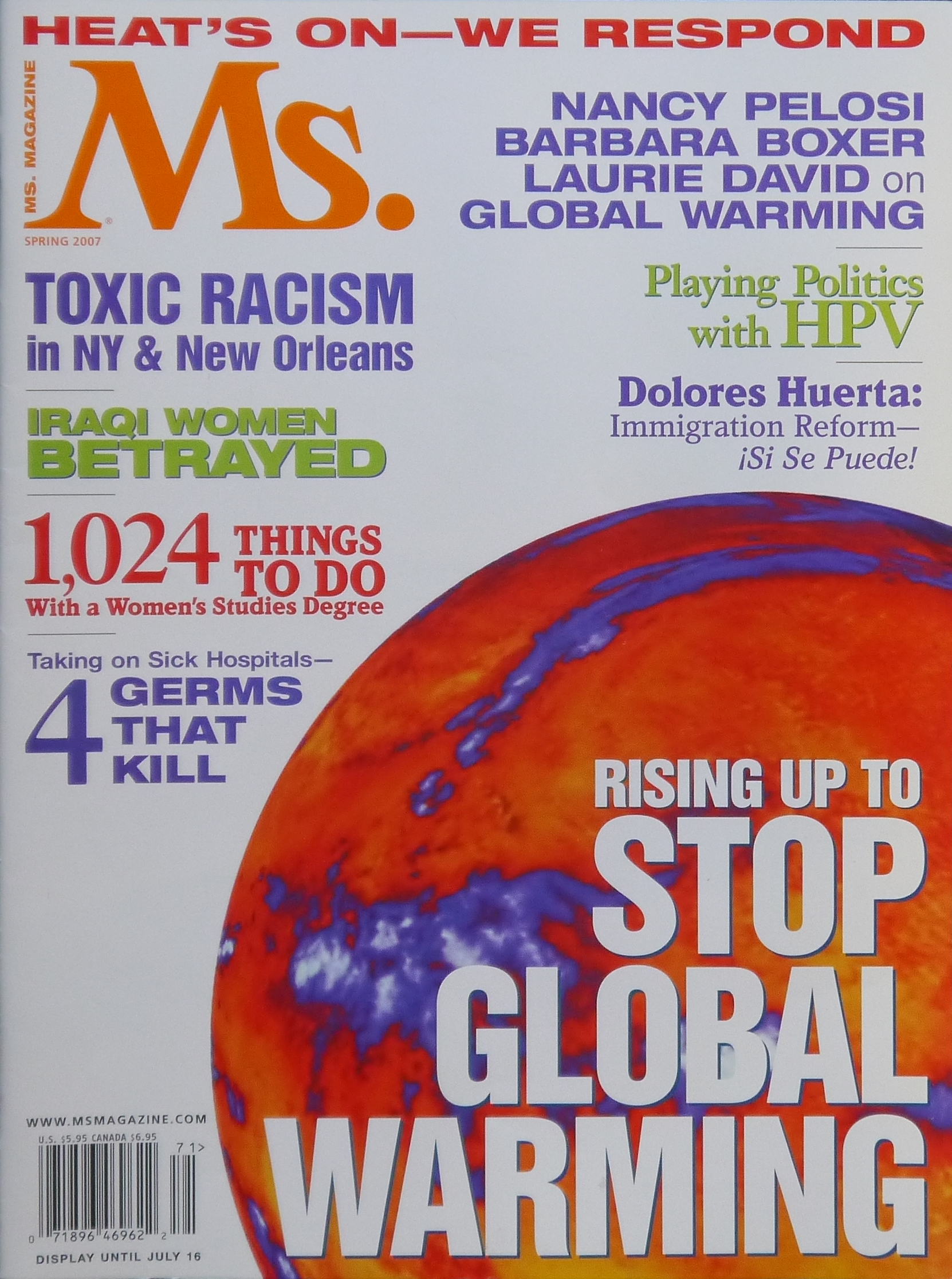
Глобальне потепління, Весна 2007
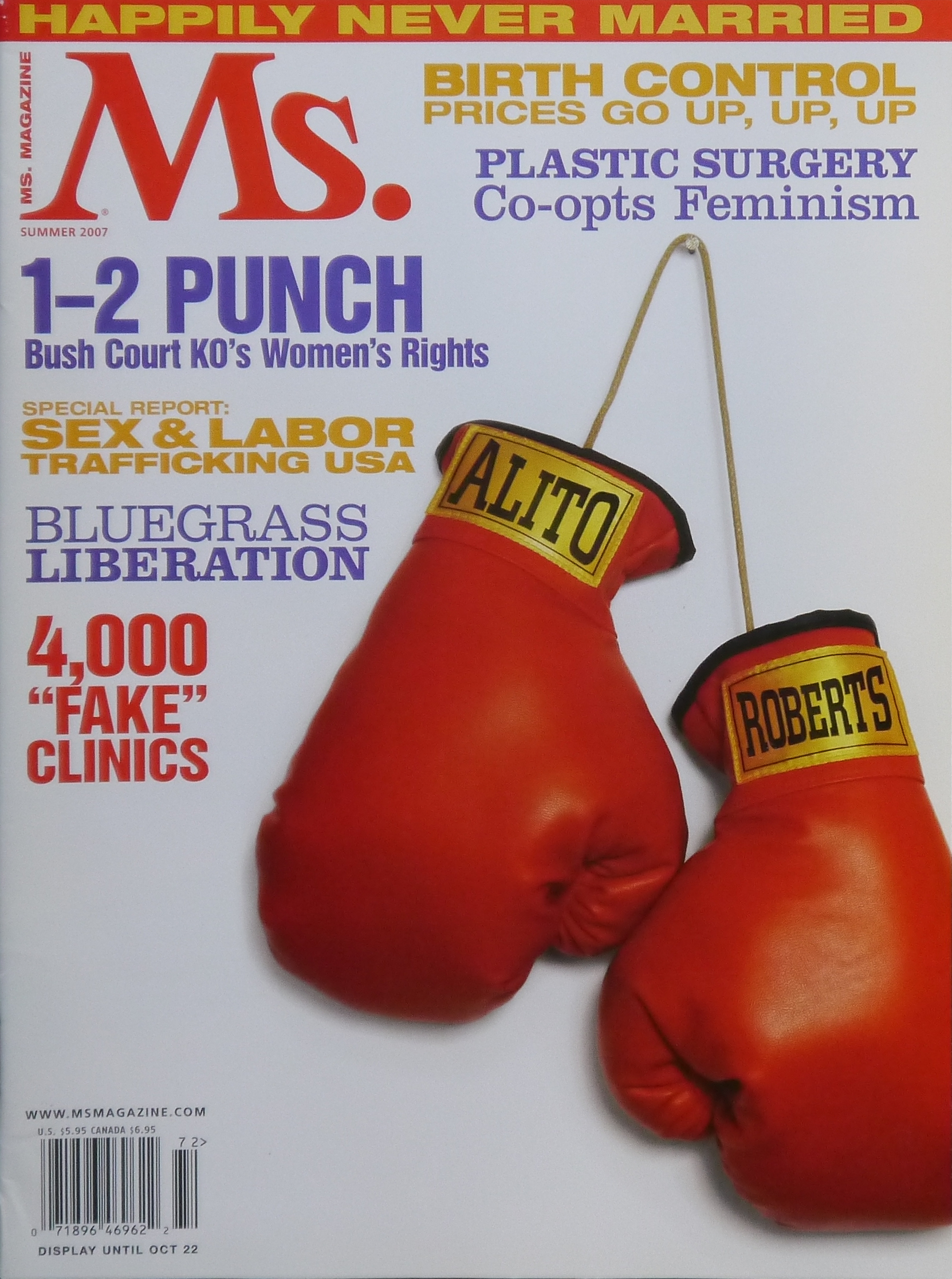
Літо 2007
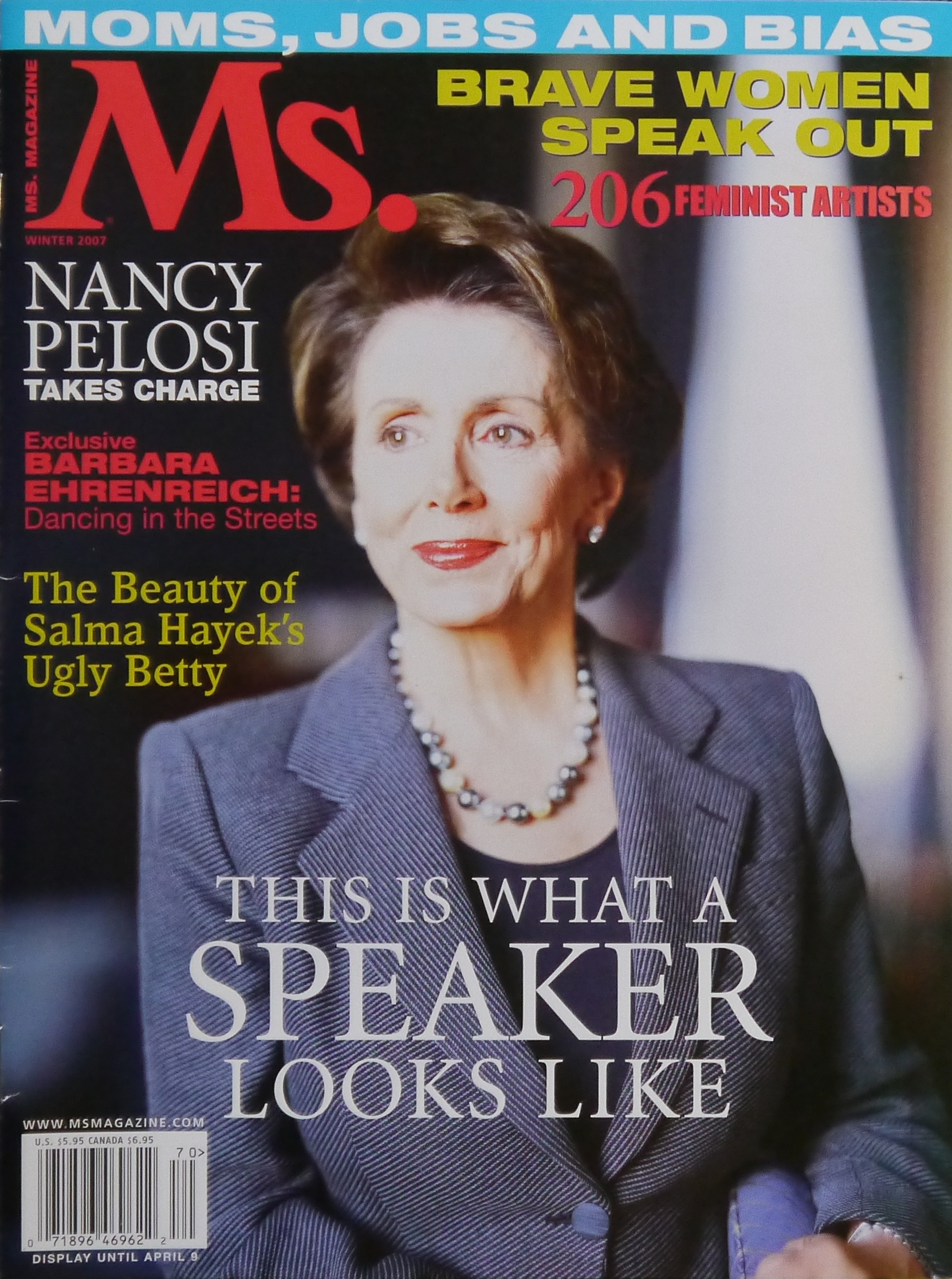
Ненсі Пелосі, Зима 2007
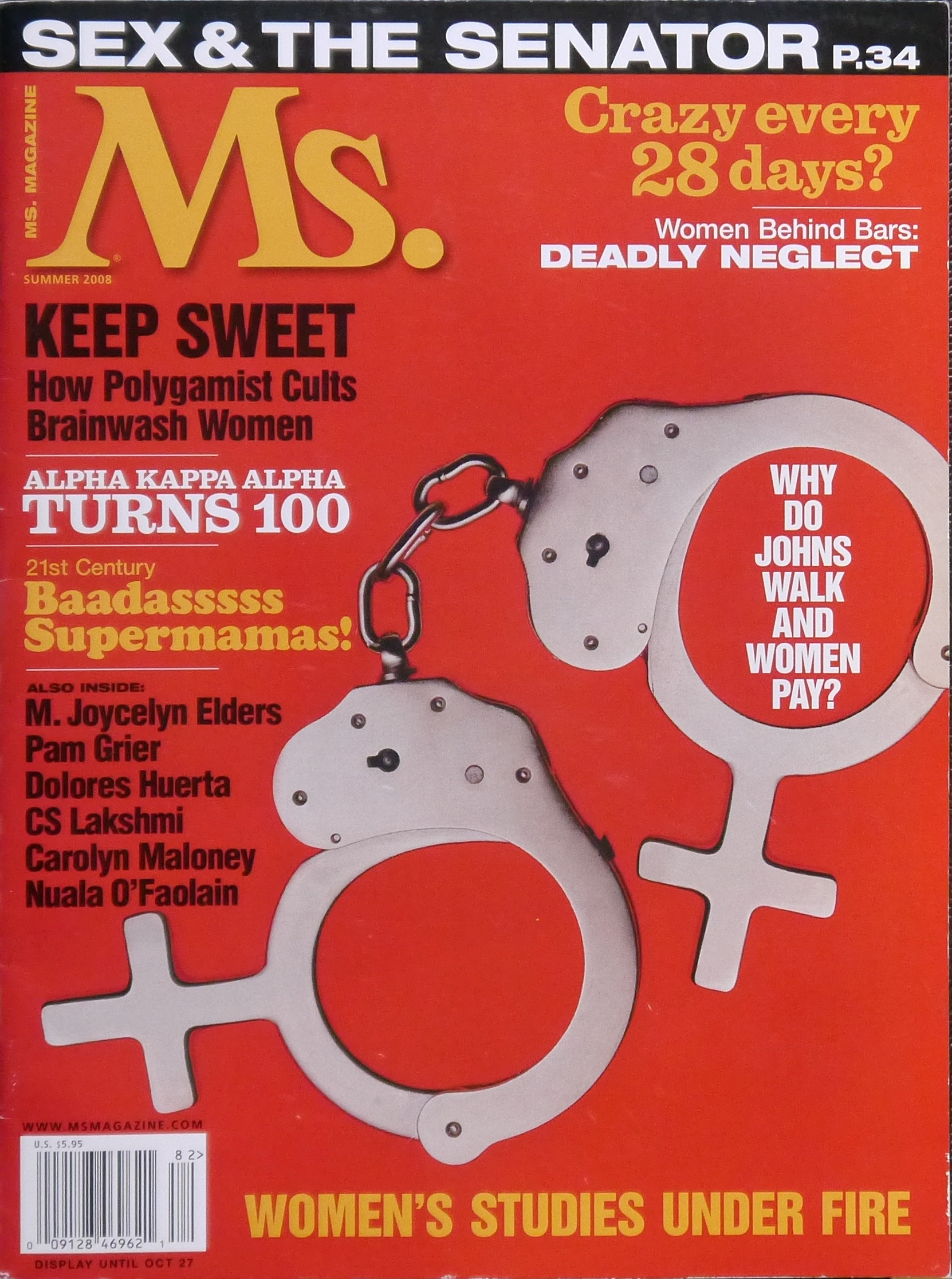
Літо 2008
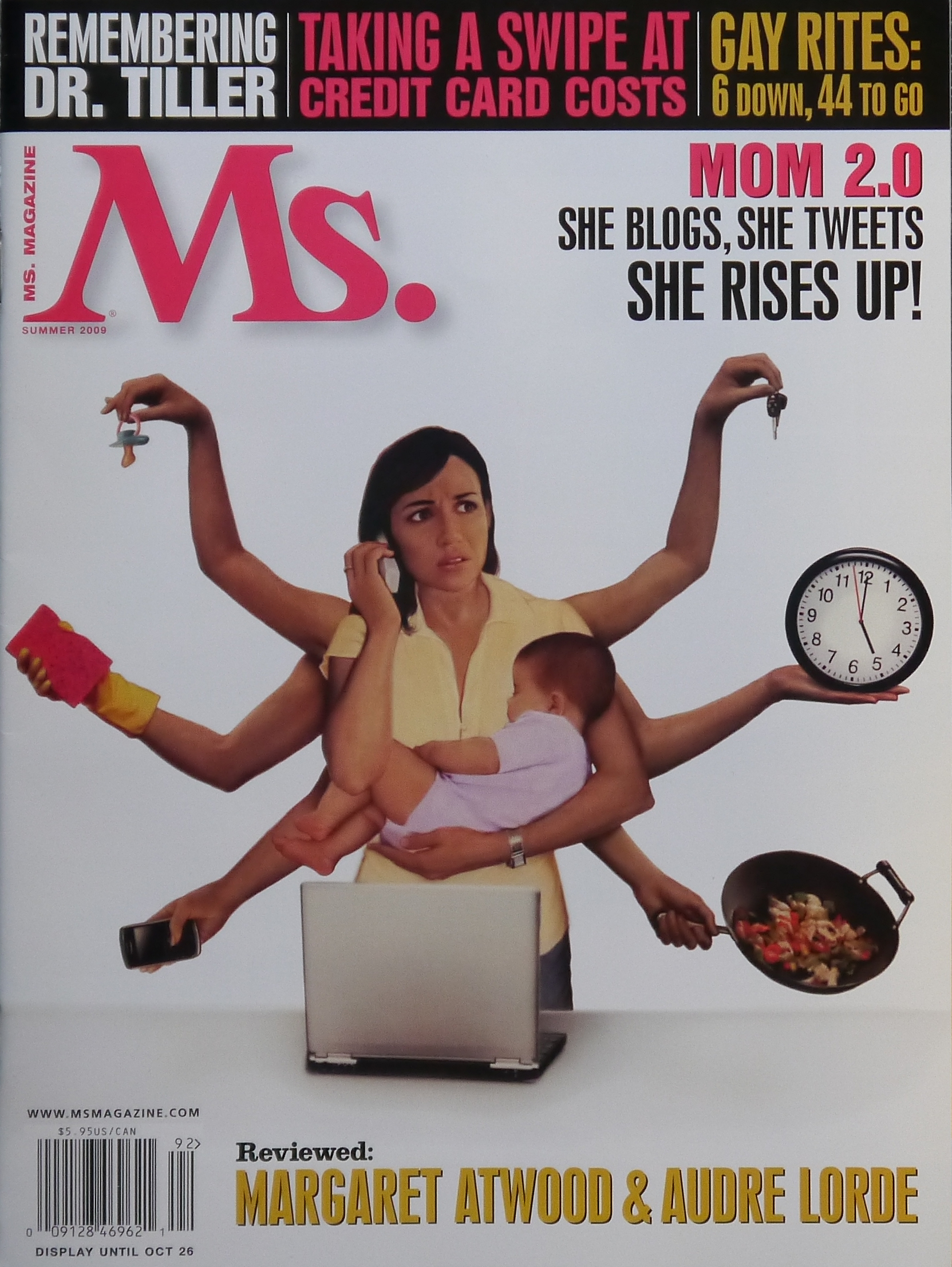
Материнство, Літо 2008
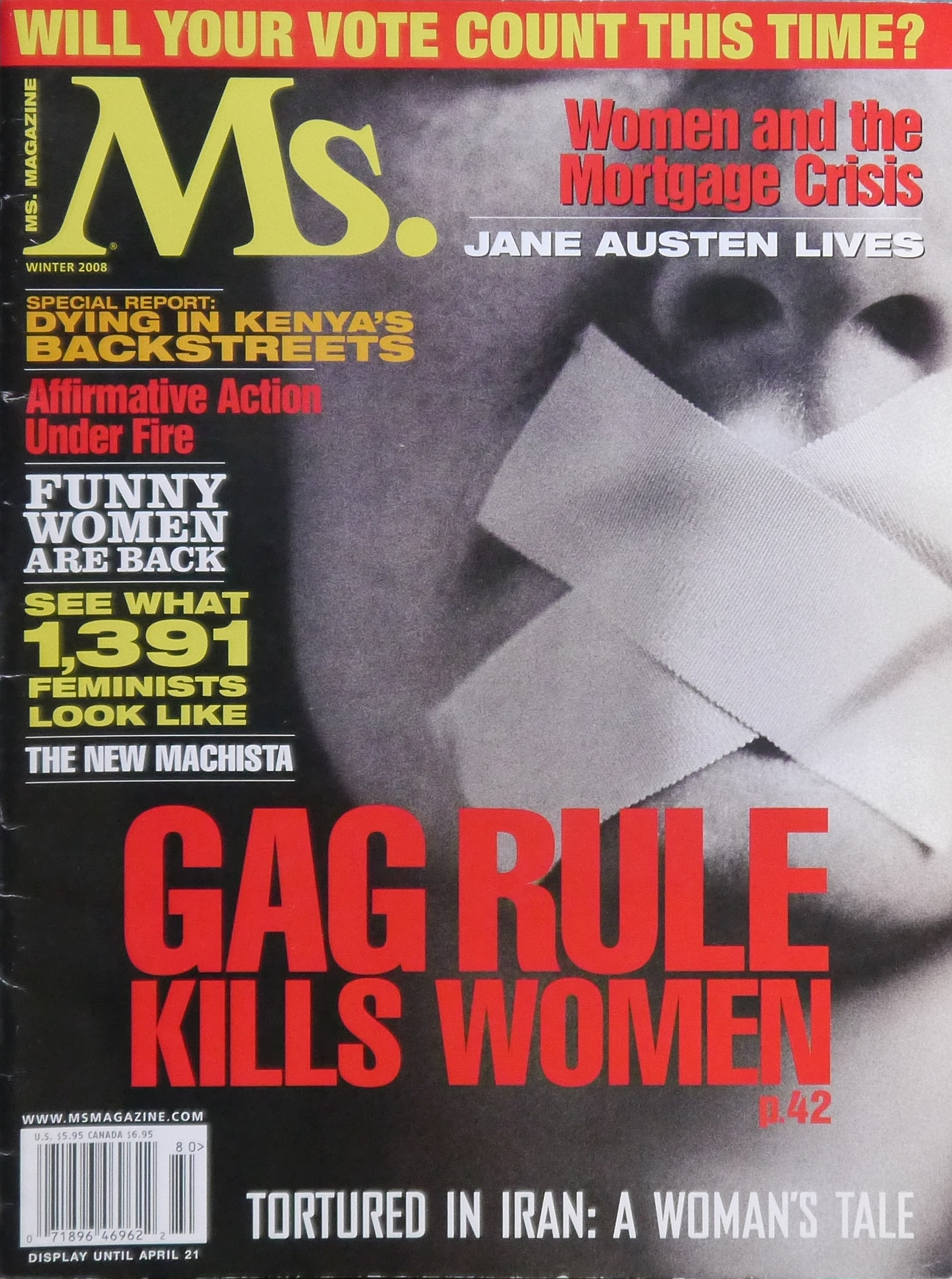
Зима 2008
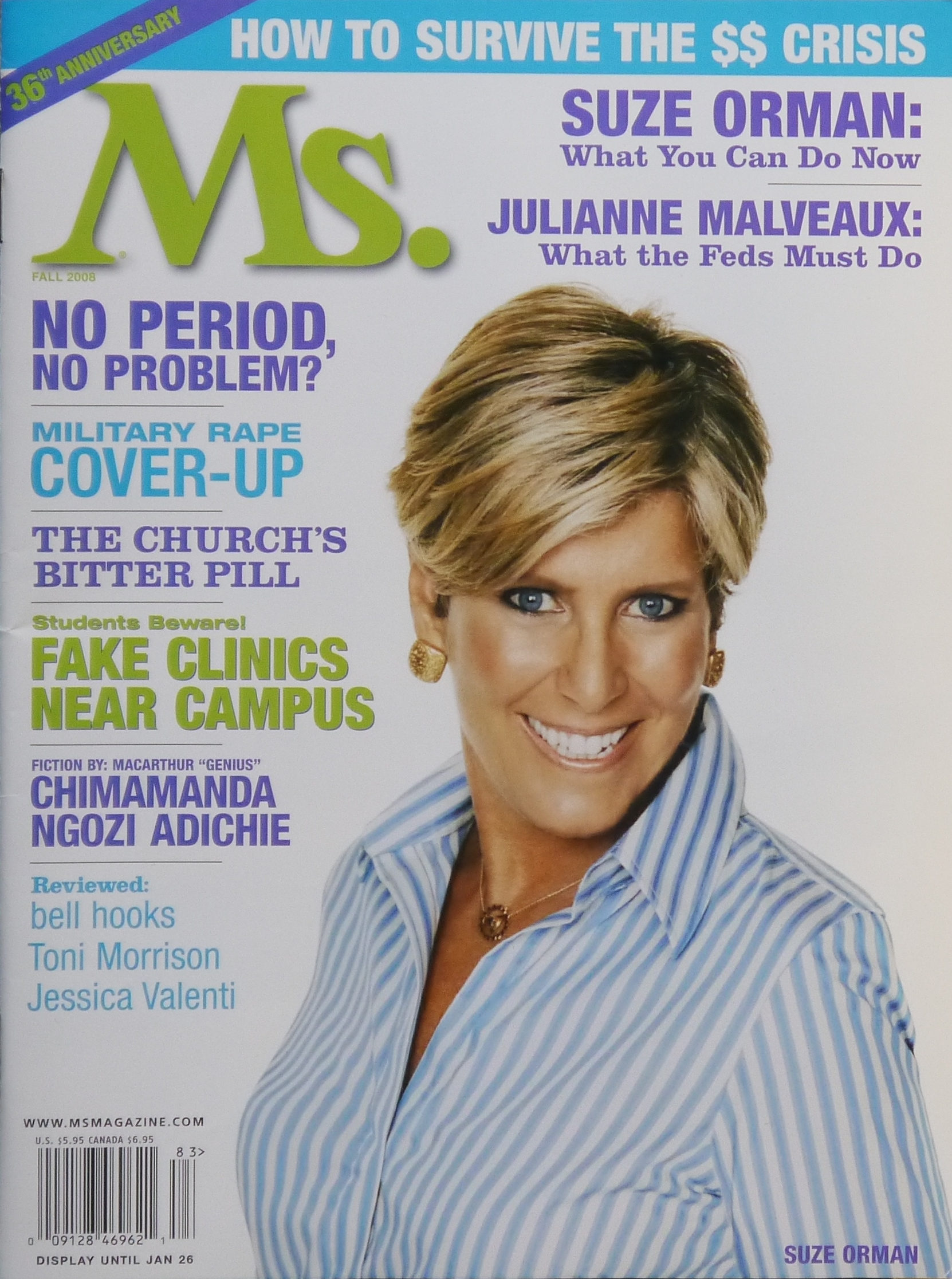
Сьюз Орман[en], Осінь 2008
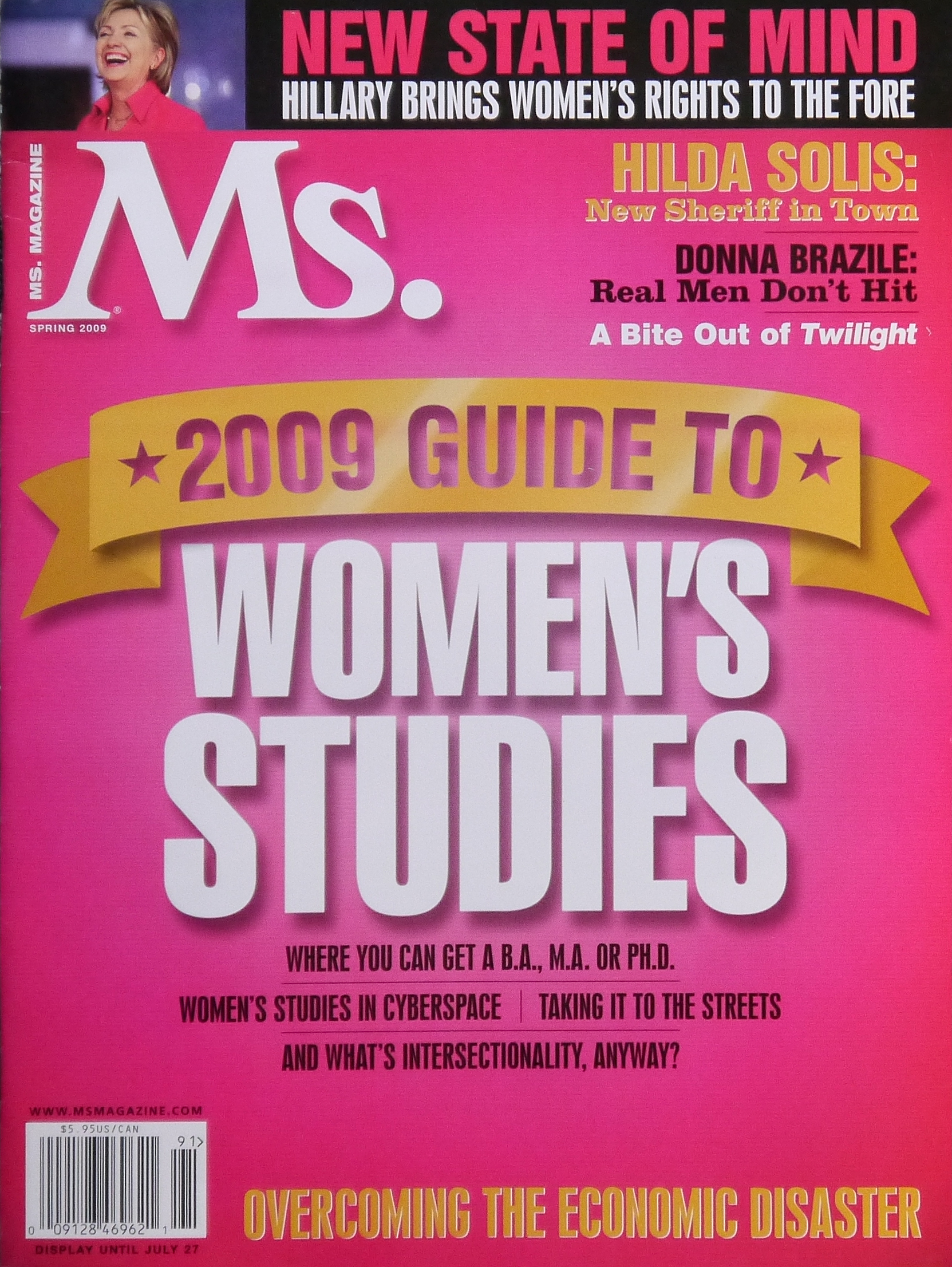
Жіночі дослідження, Весна 2009
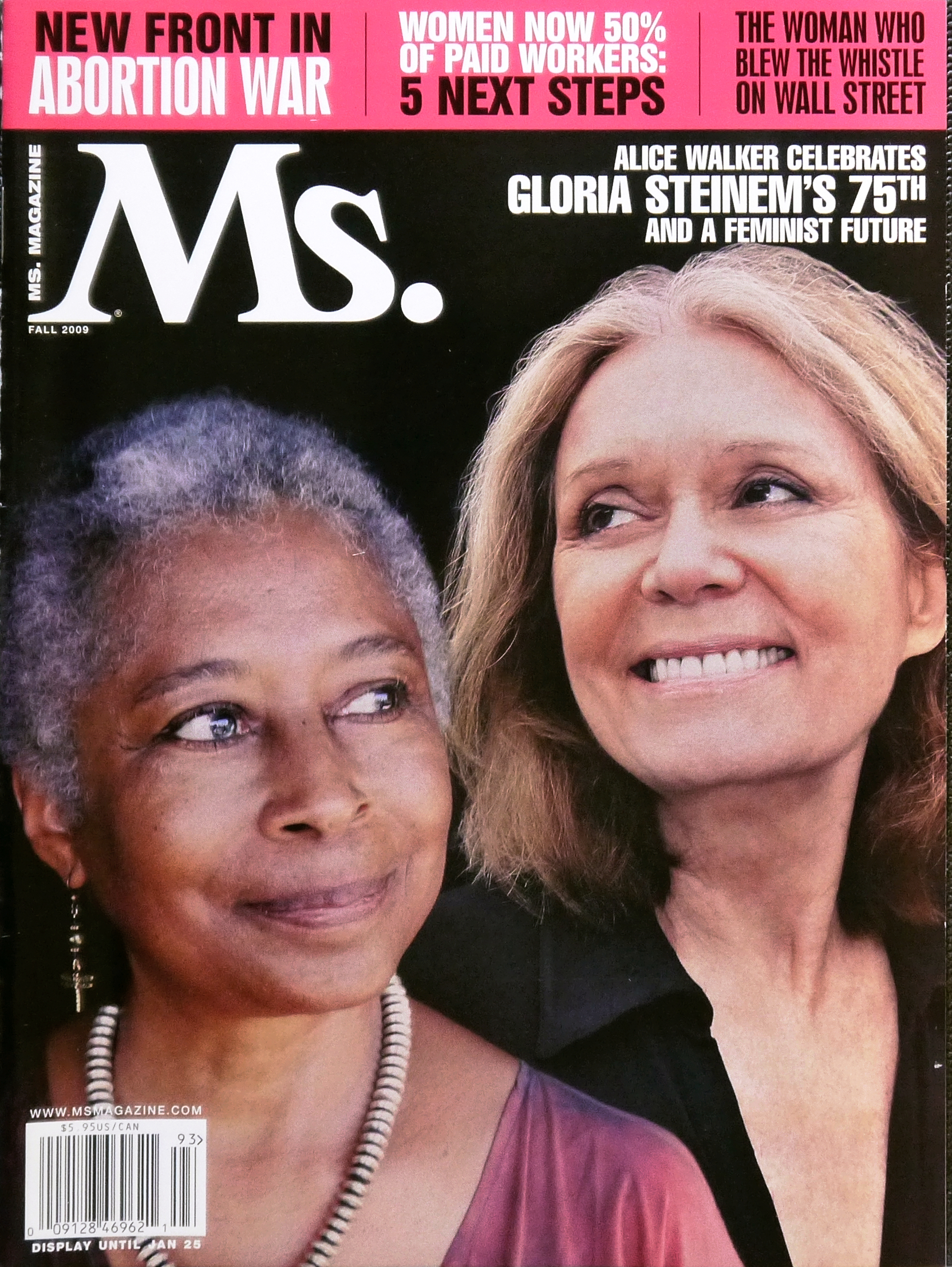
Еліс Вокер та Ґлорія Стайнем, Осінь 2009
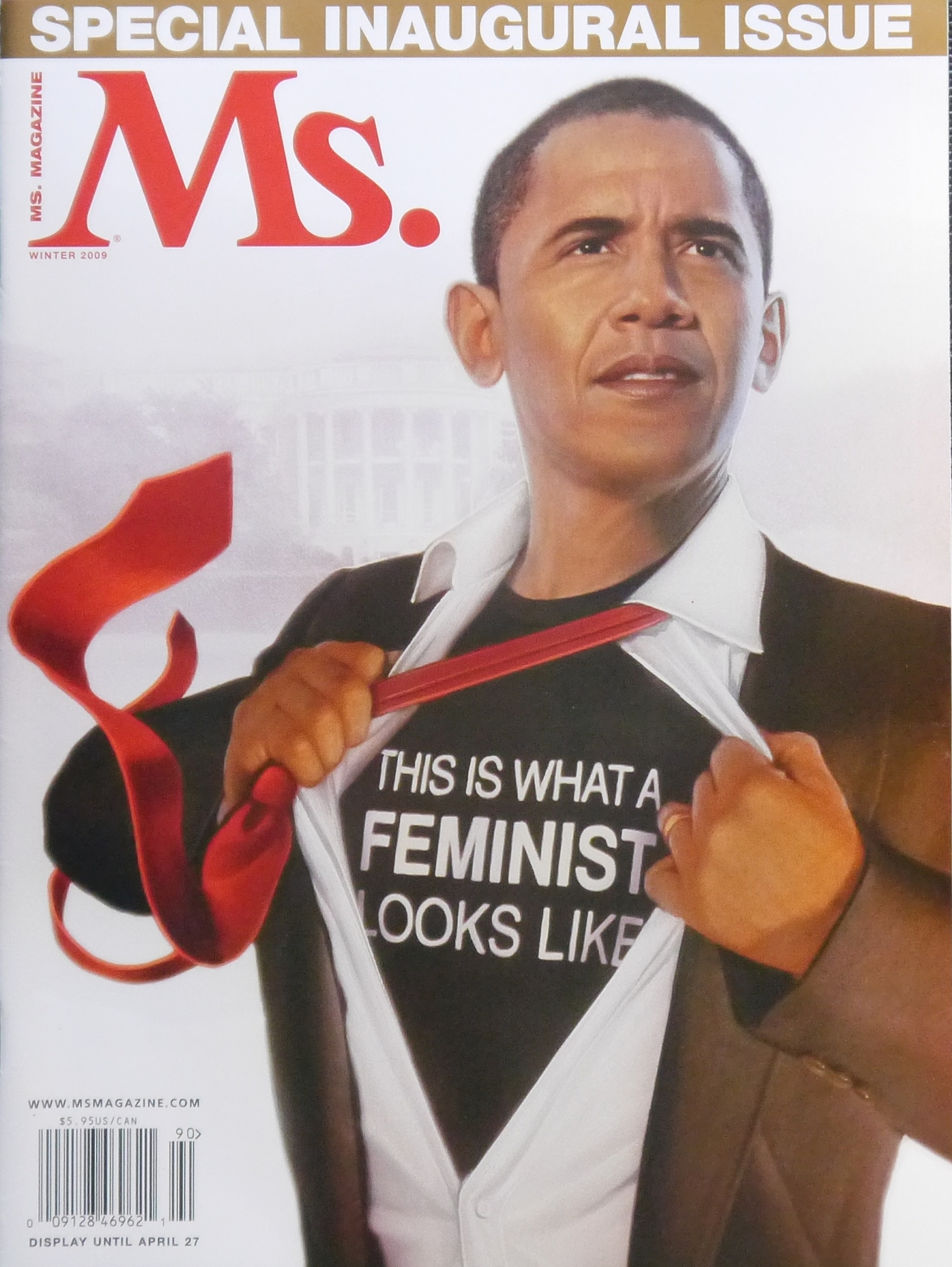
Барак Обама, Зима 2009
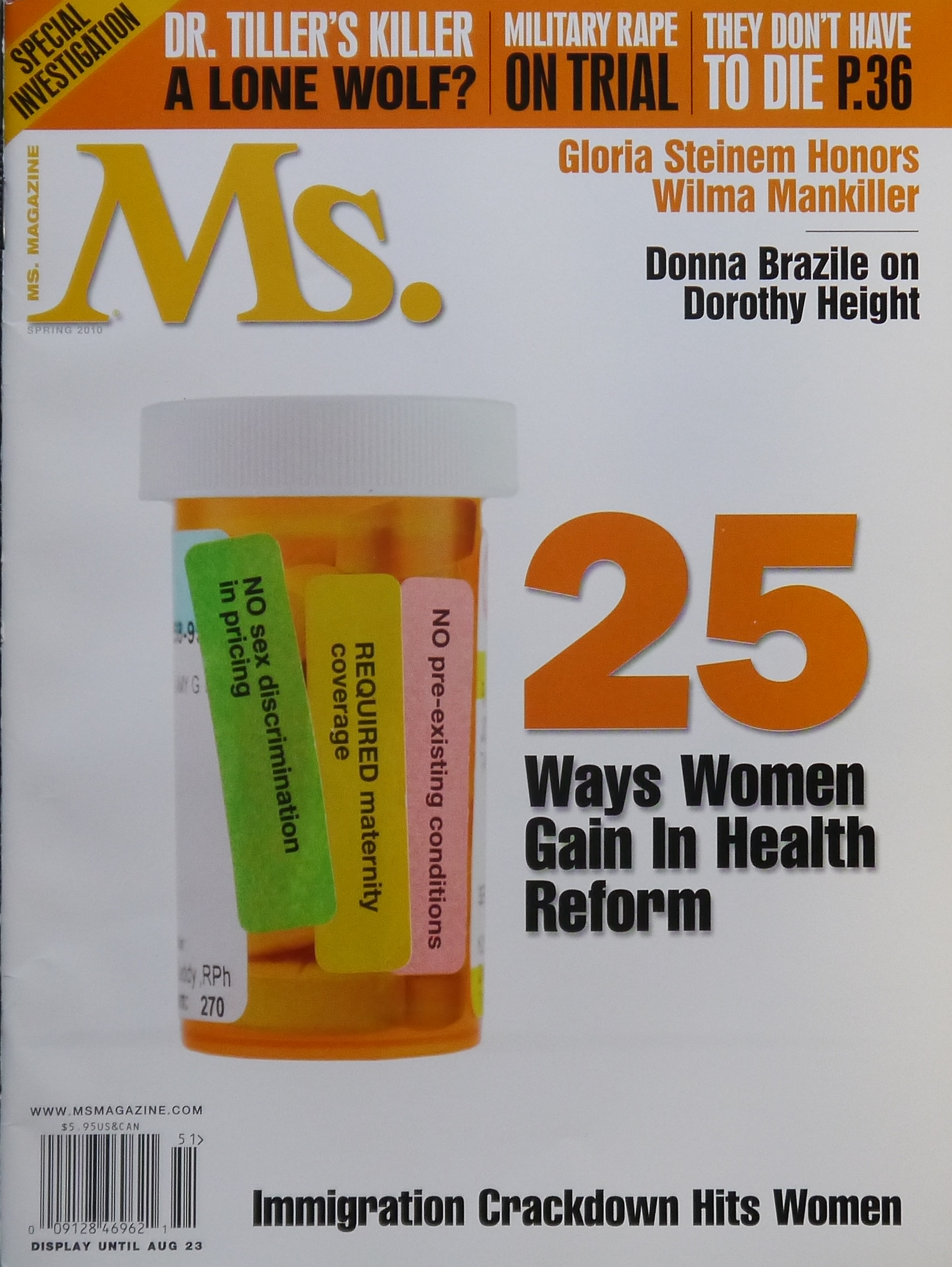
Реформа охорони здоров'я, Весна 2010
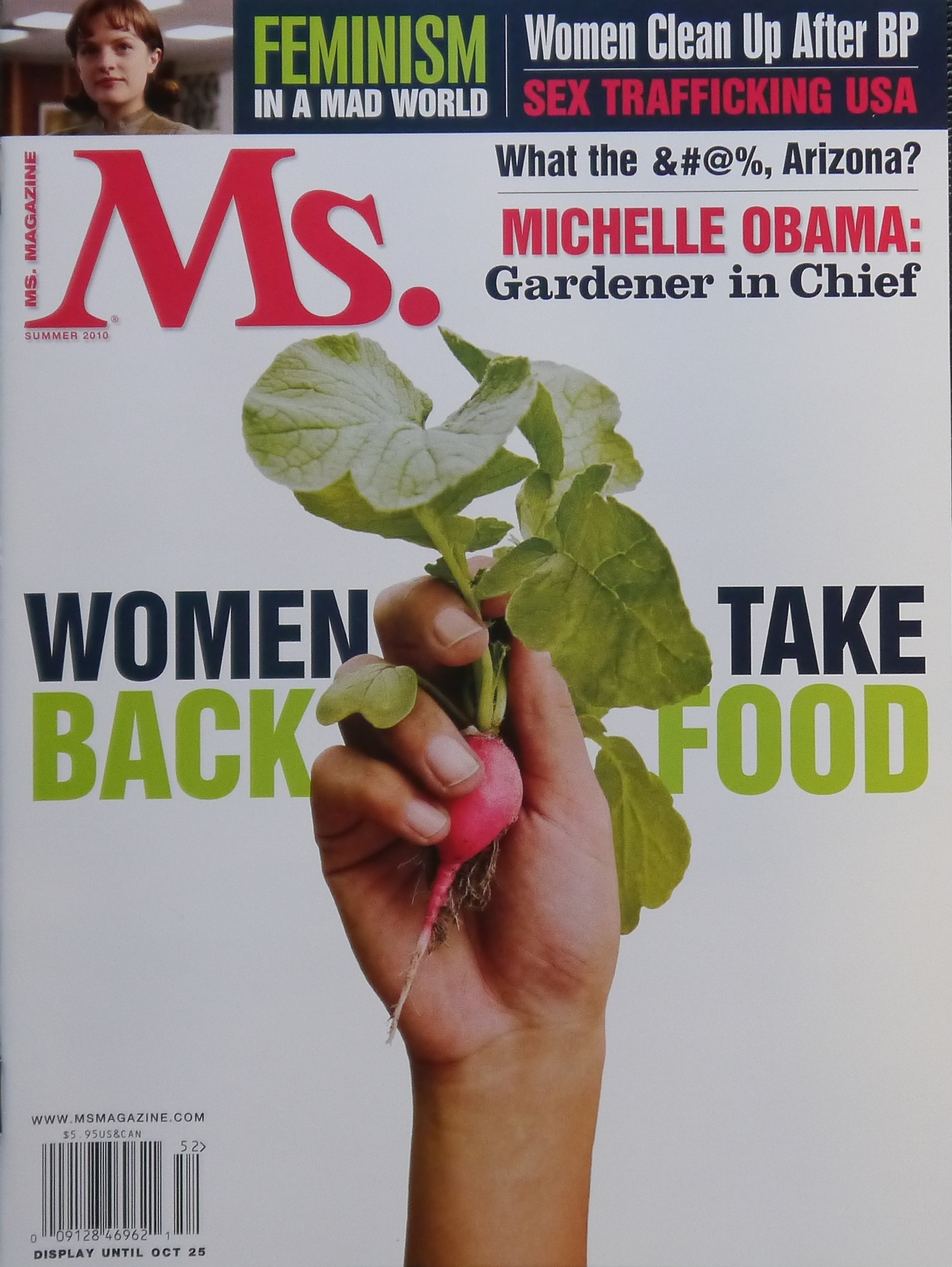
Літо 2010
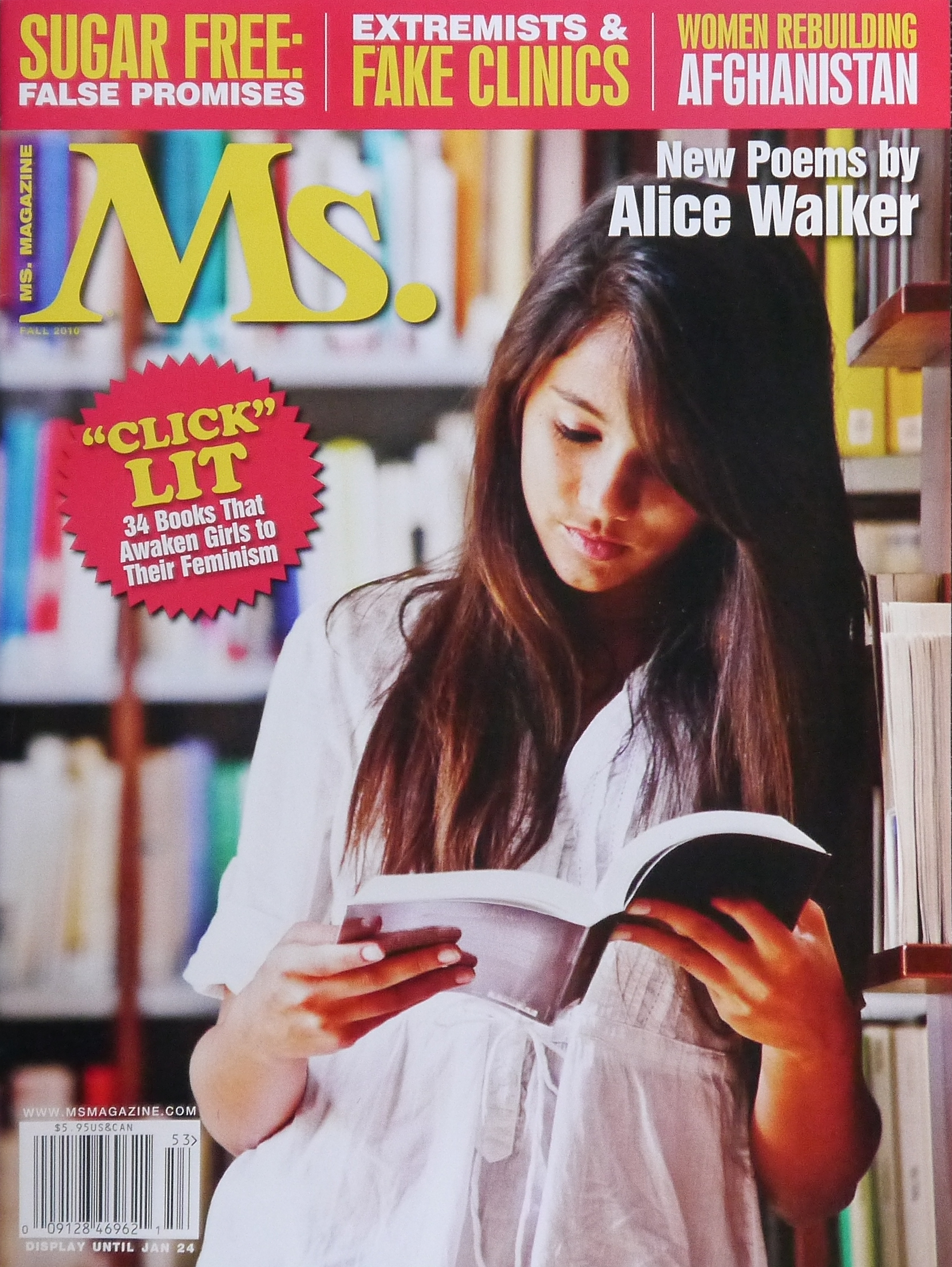
Осінь 2010
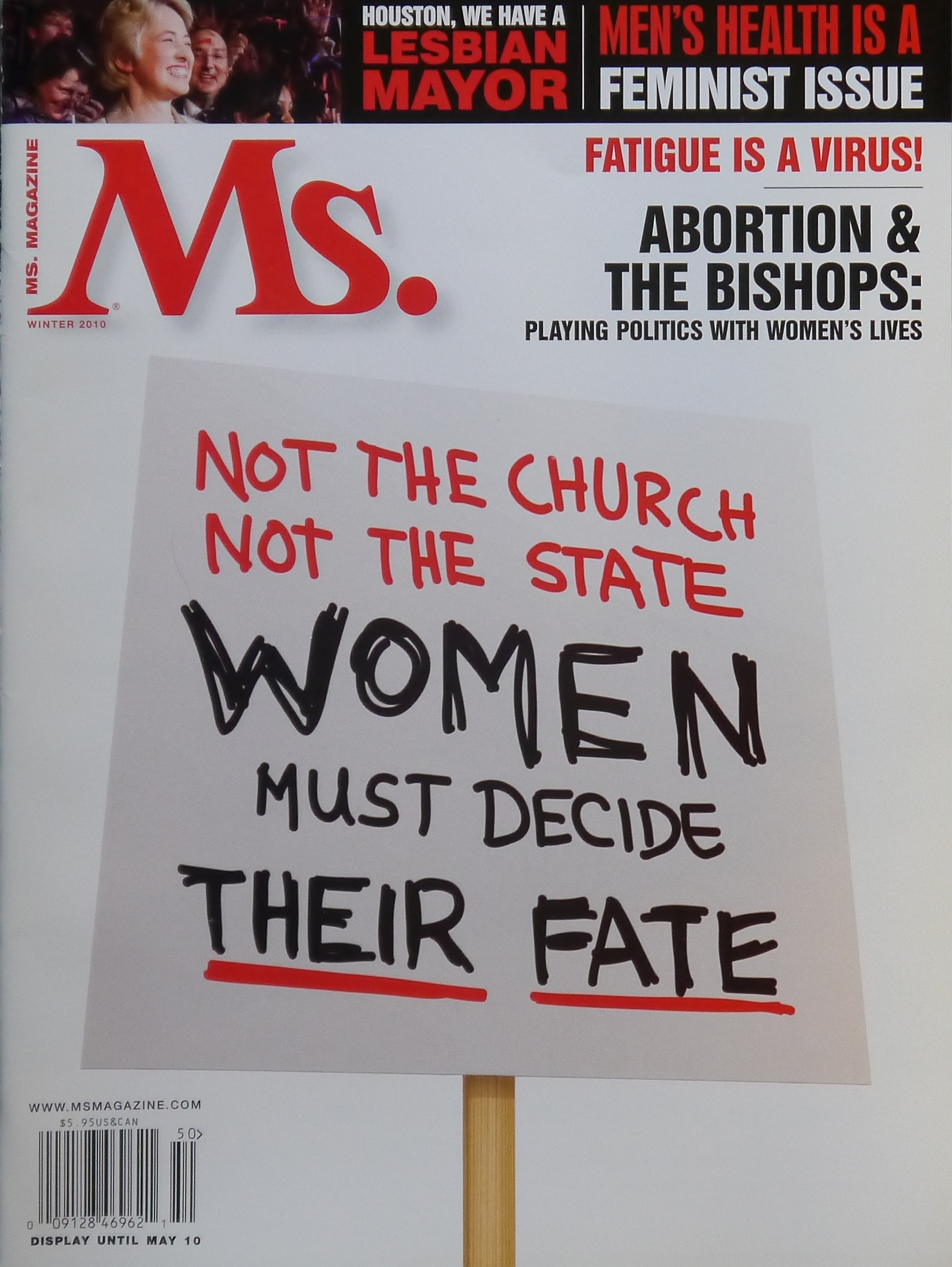
Зима 2010
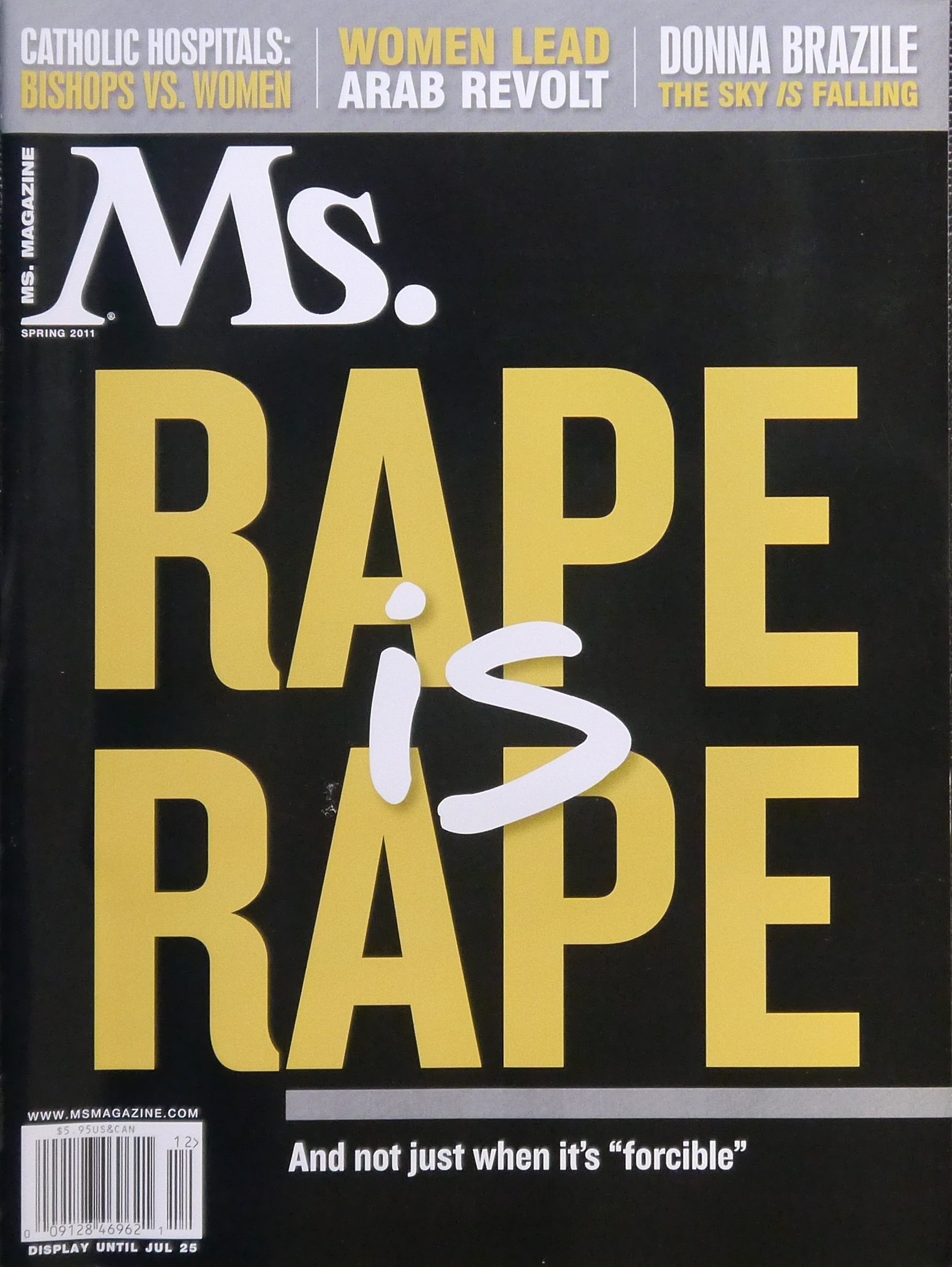
Зґвалтування, Весна 2011
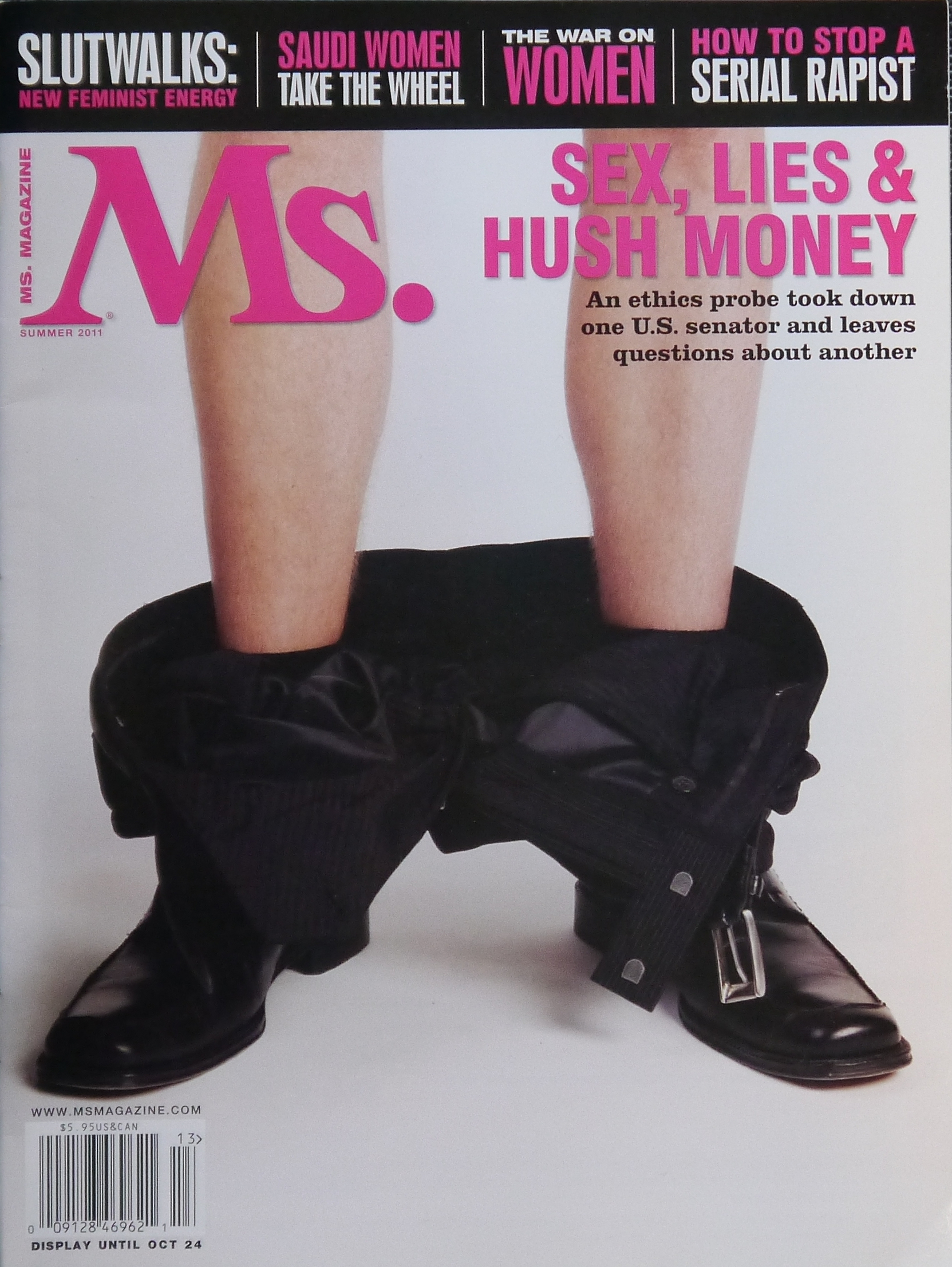
Літо 2011
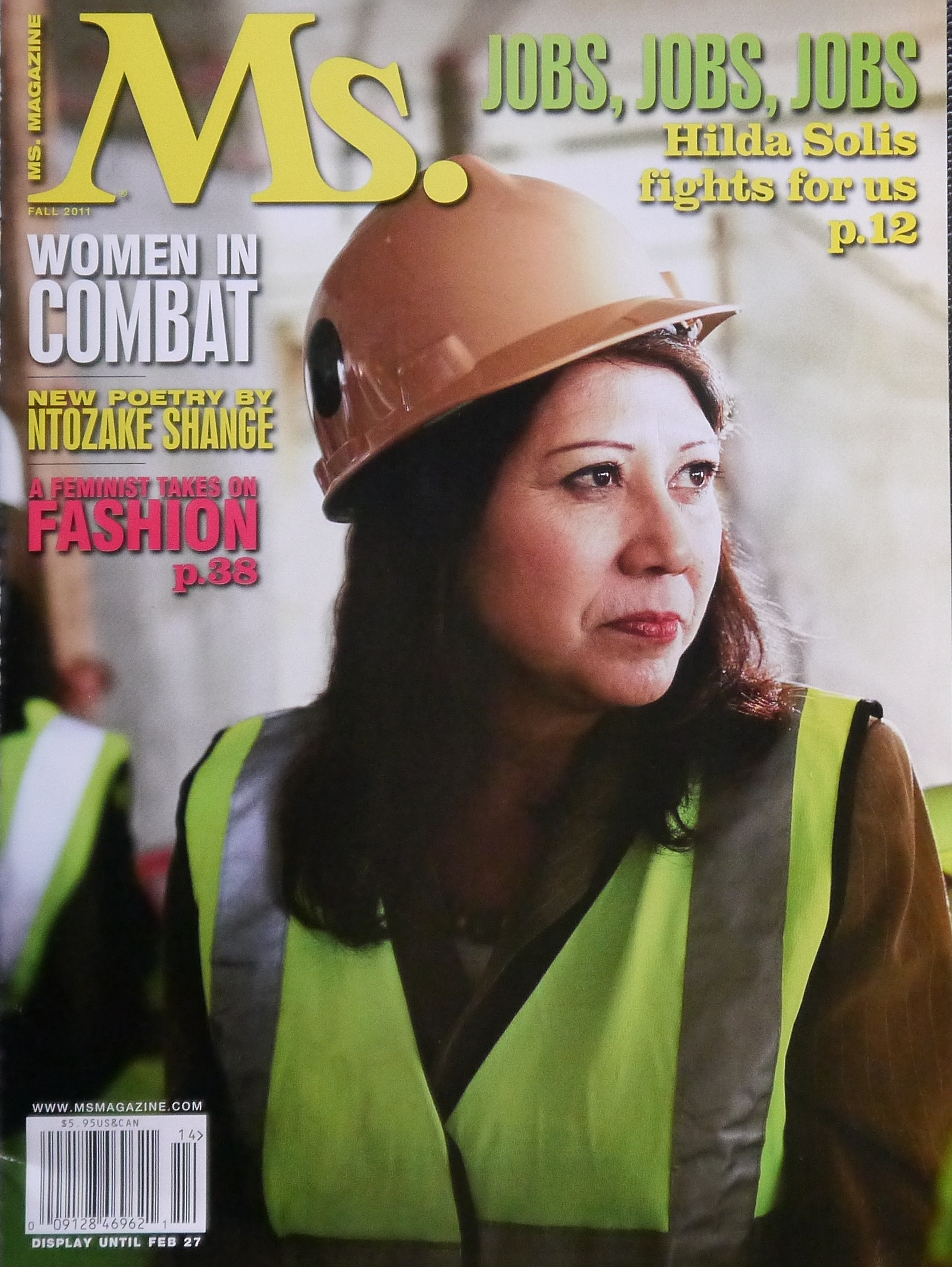
Гільда Соліс, Осінь 2011
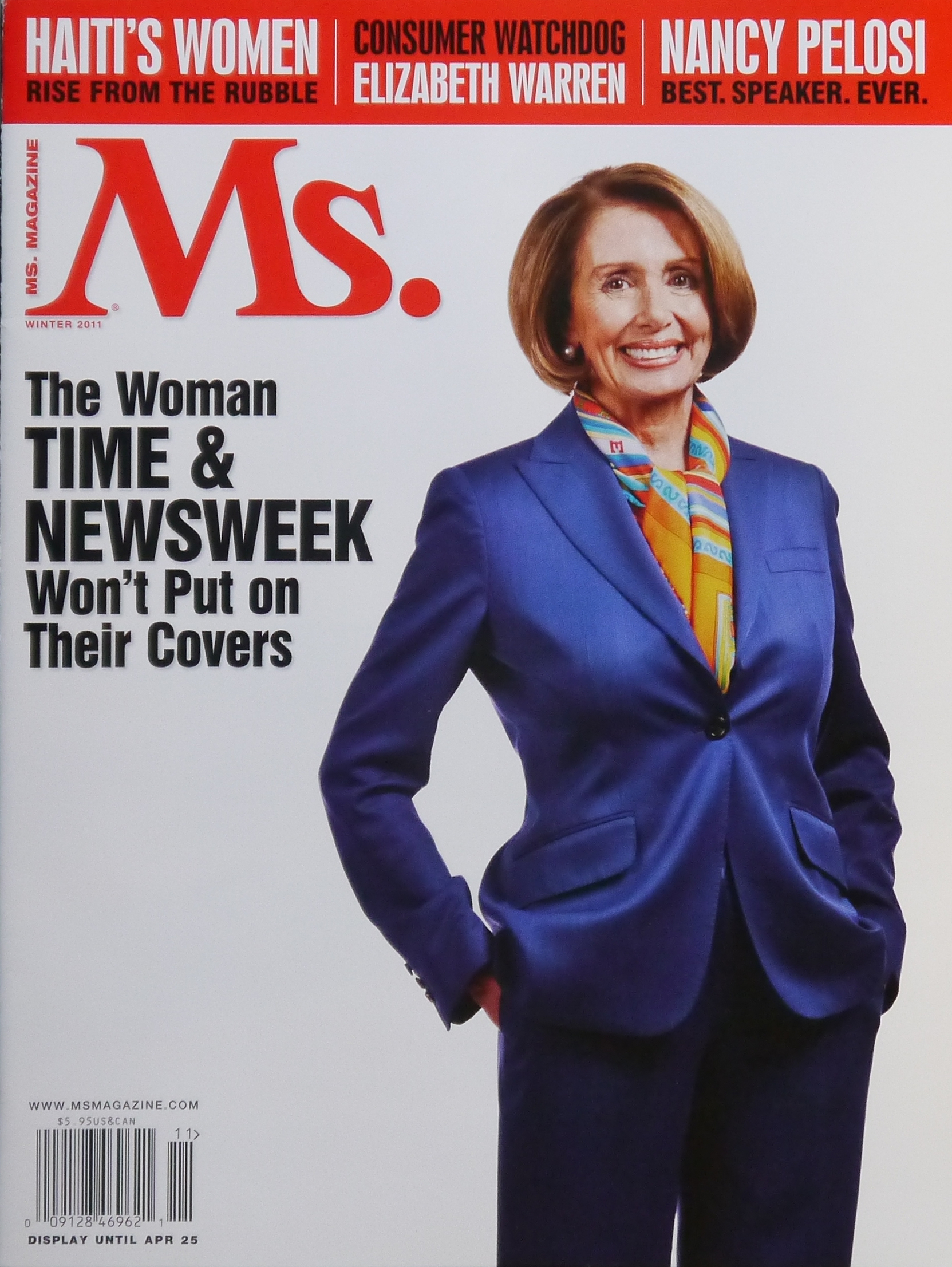
Ненсі Пелосі, Зима 2011
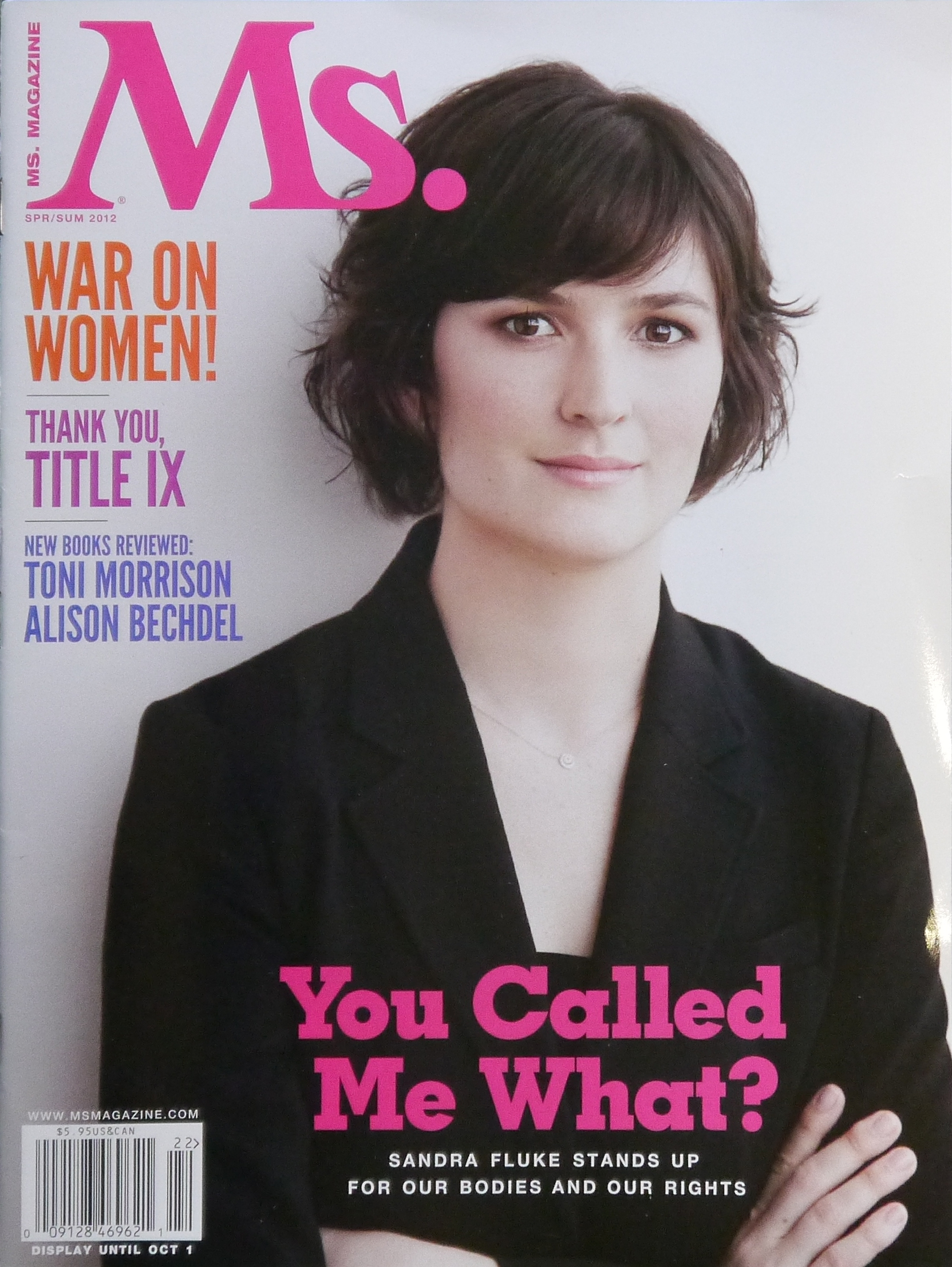
Сандра Флюк[en], Весна-Літо 2012
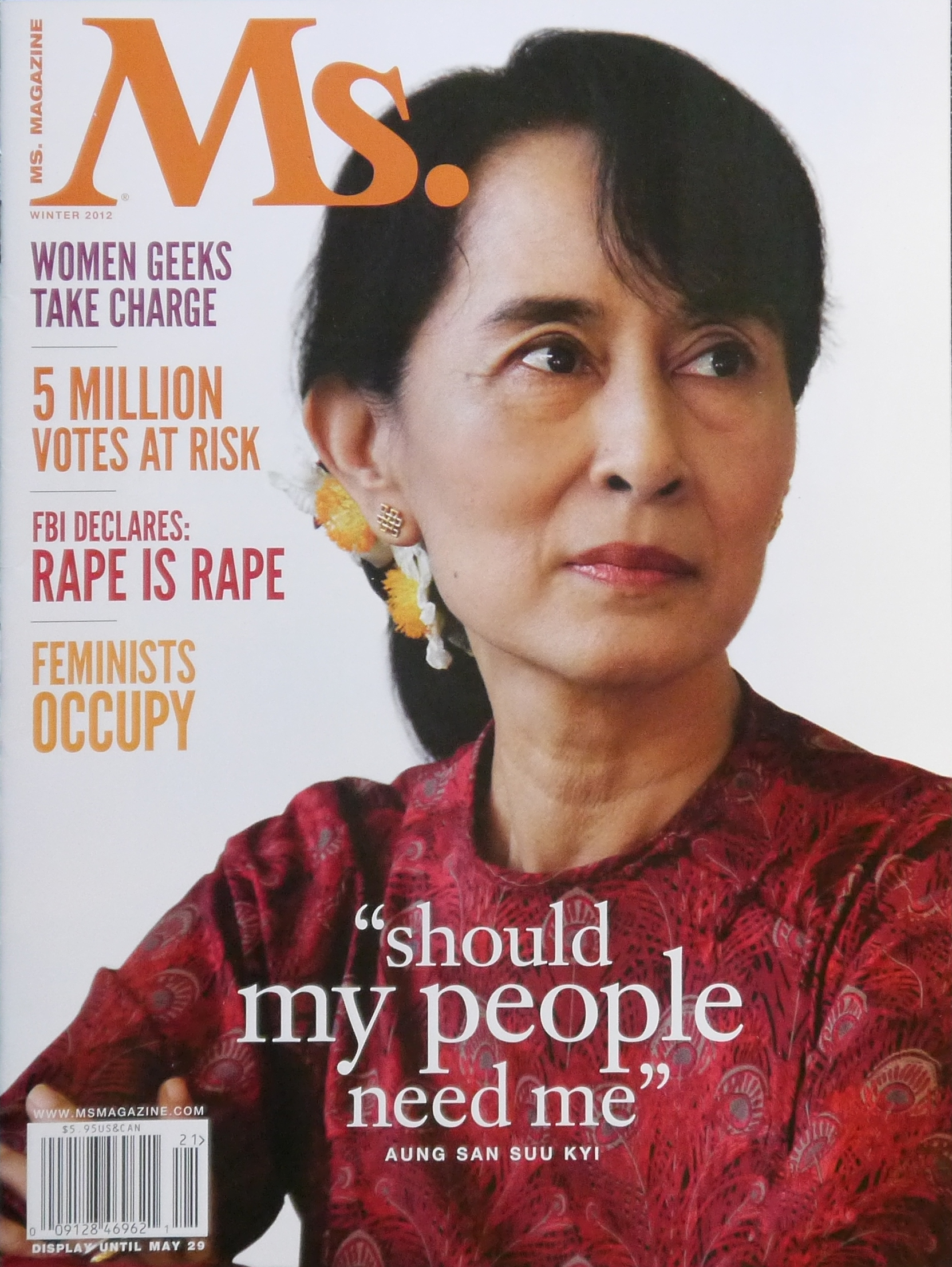
Аун Сан Су Чжі, Зима 2012
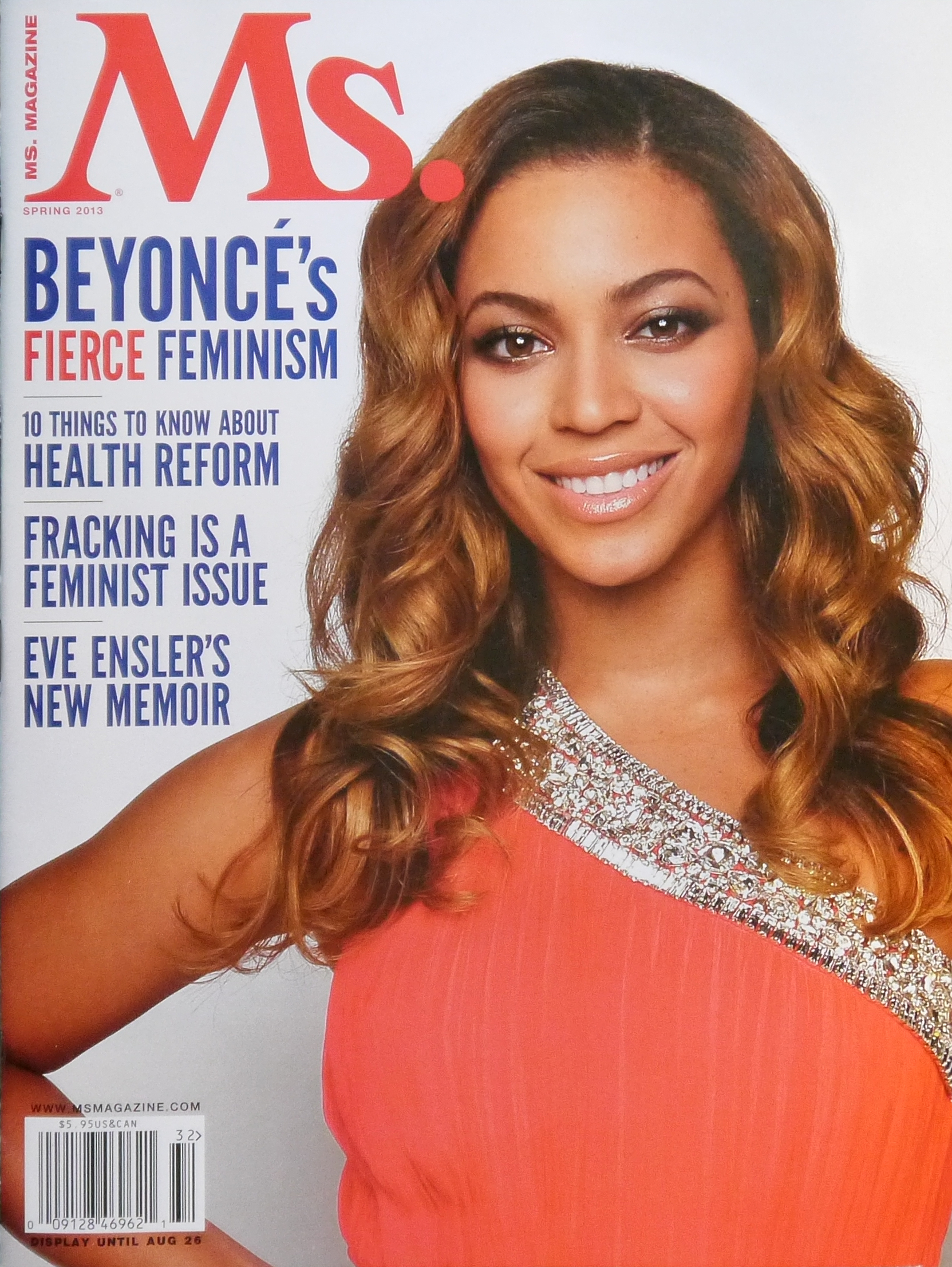
Бейонсе, Весна 2013
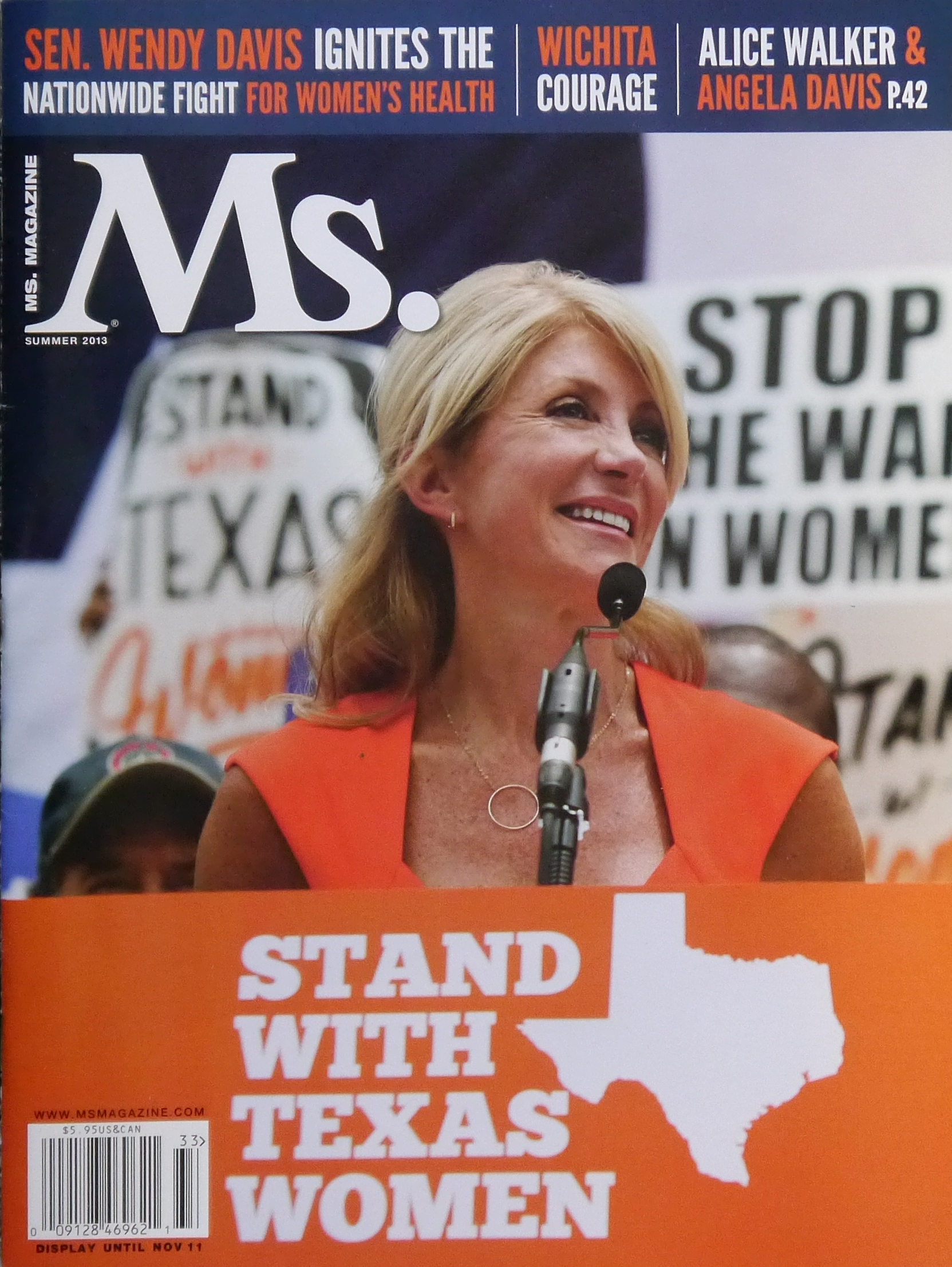
Венді Девіс[en], Літо 2013
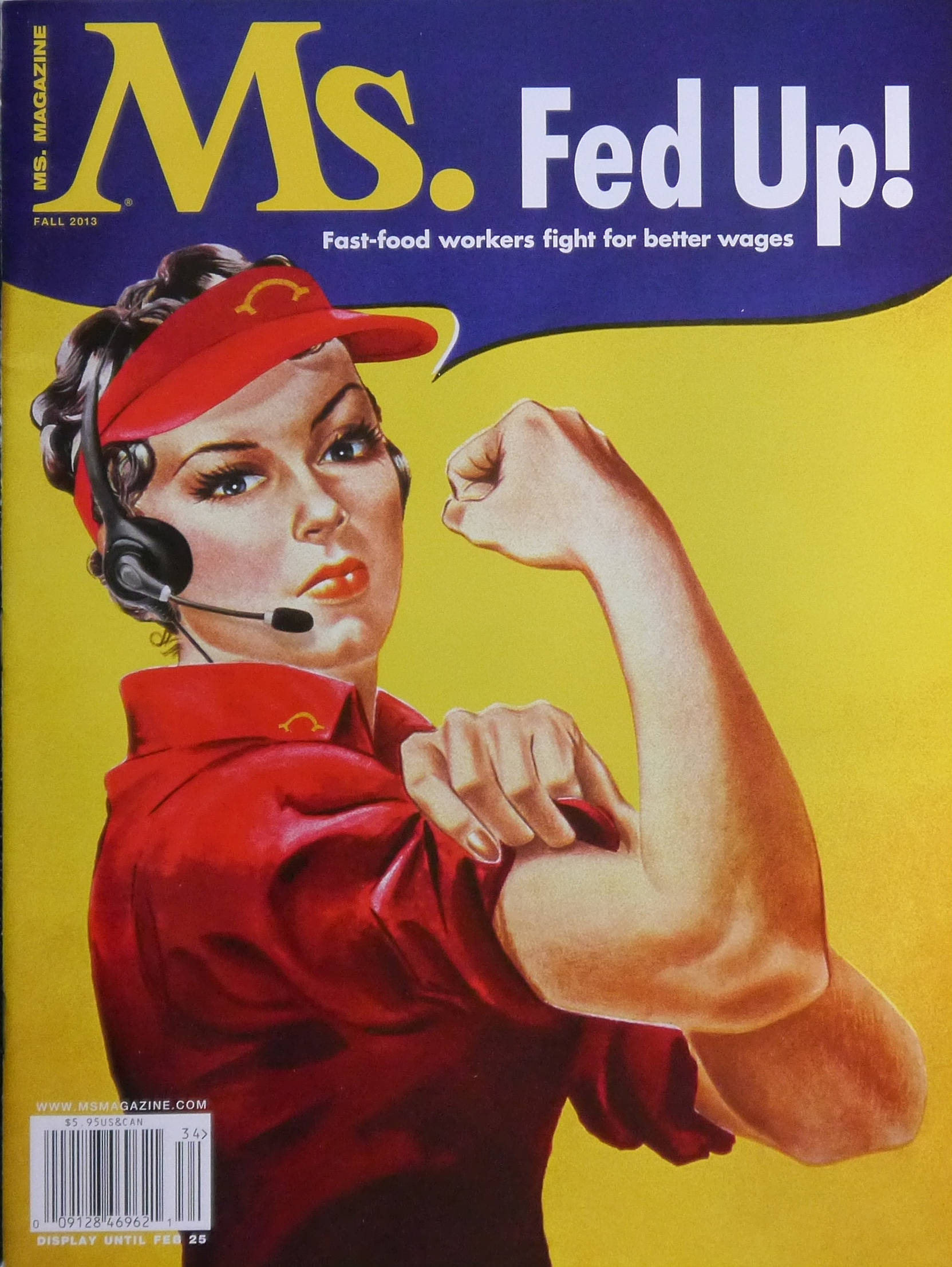
Права працівниць фастфуду, Осінь 2013
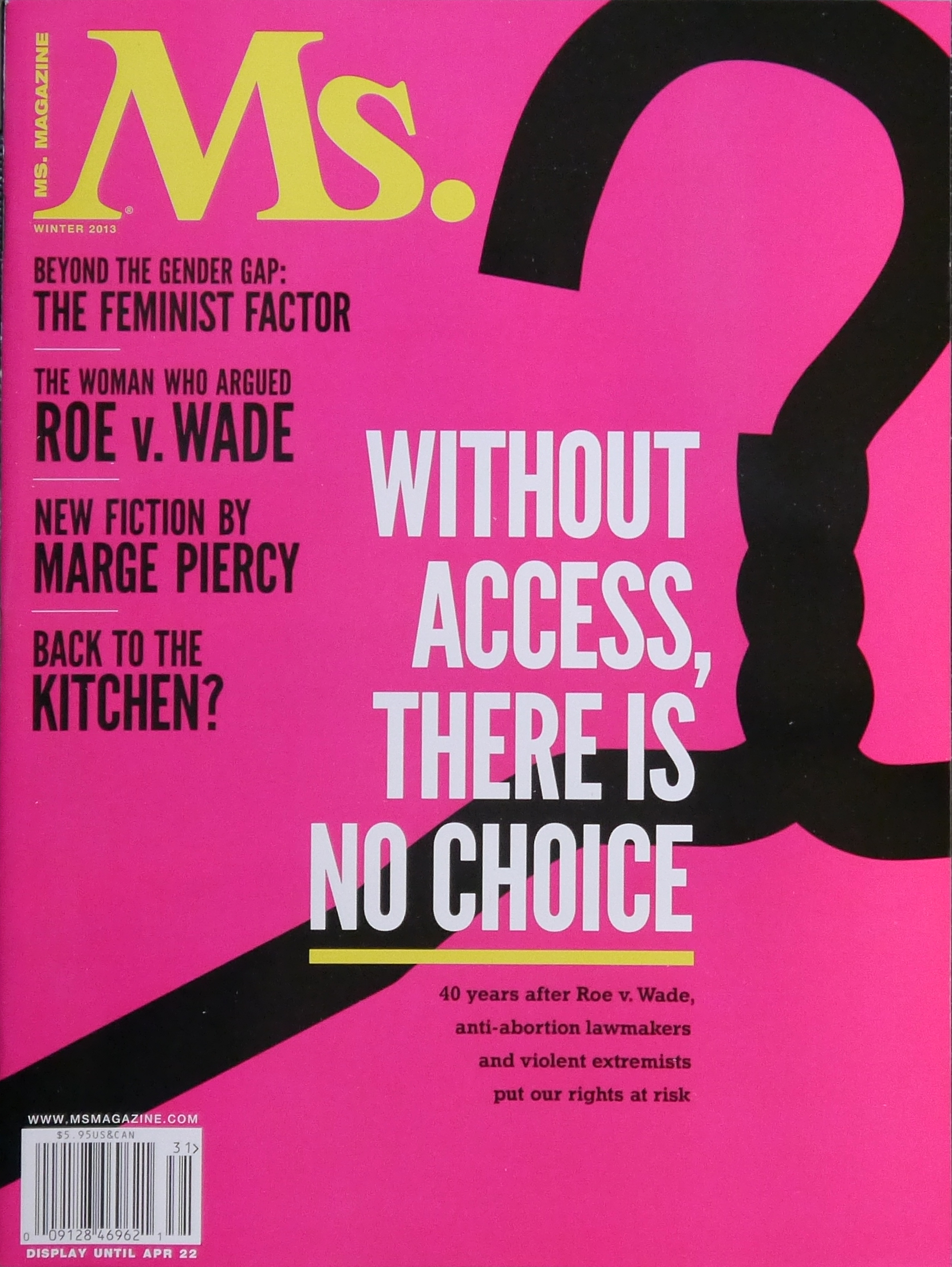
Антиабортні ініціятиви США, Зима 2013
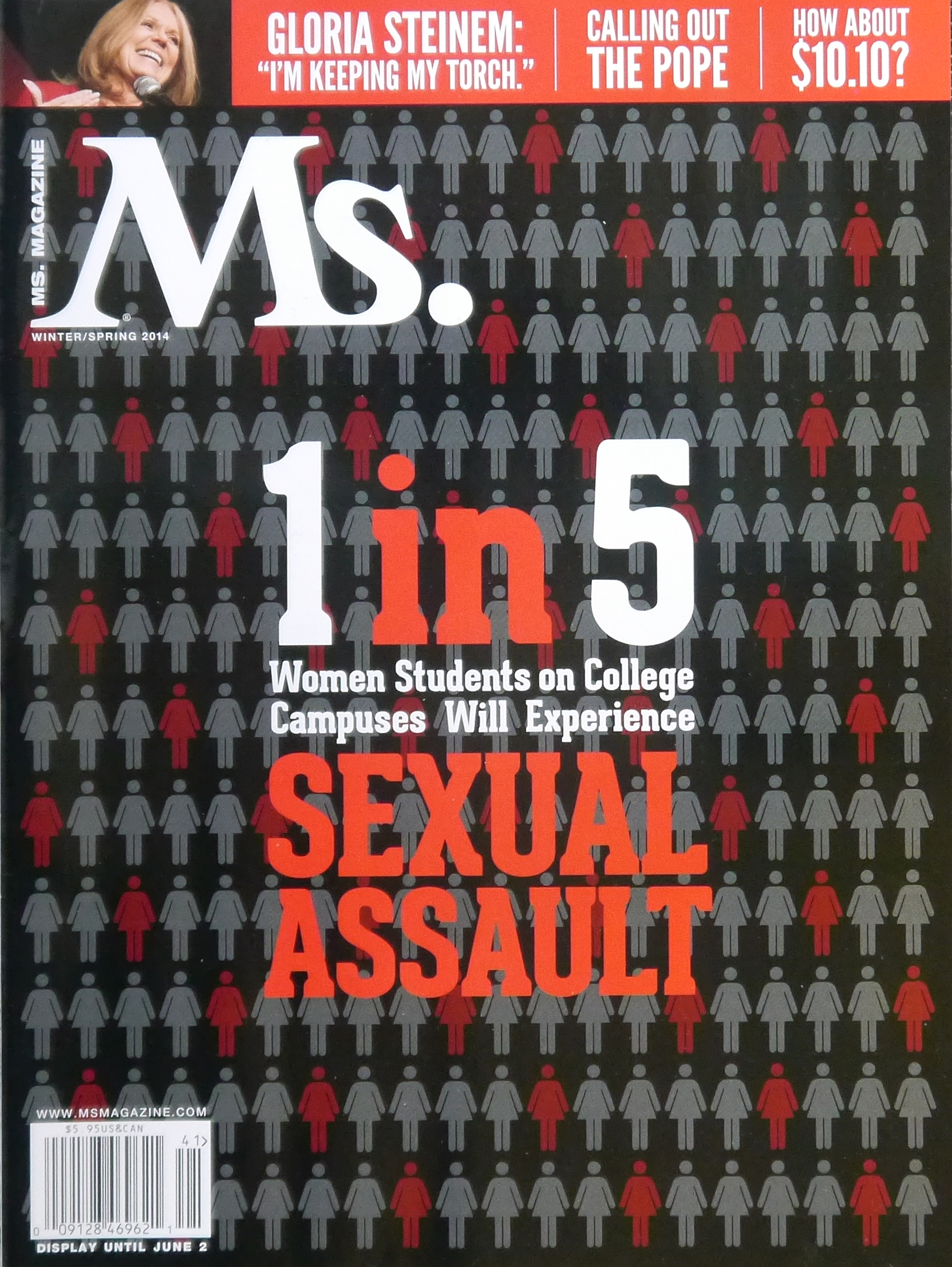
Секснасильство в кампусах, Зима-Весна 2014
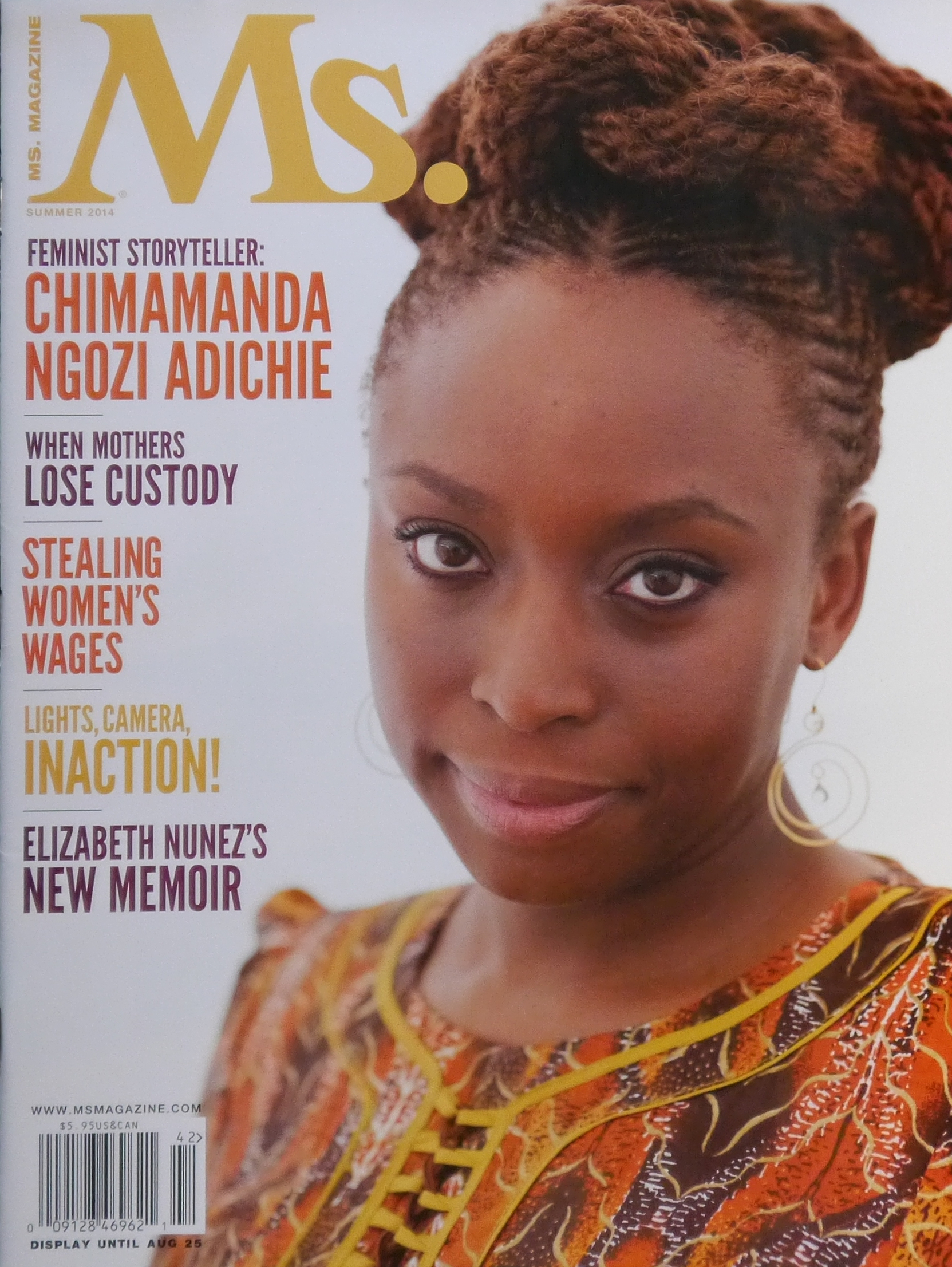
Чімаманда Нґозі Адічі, Літо 2014
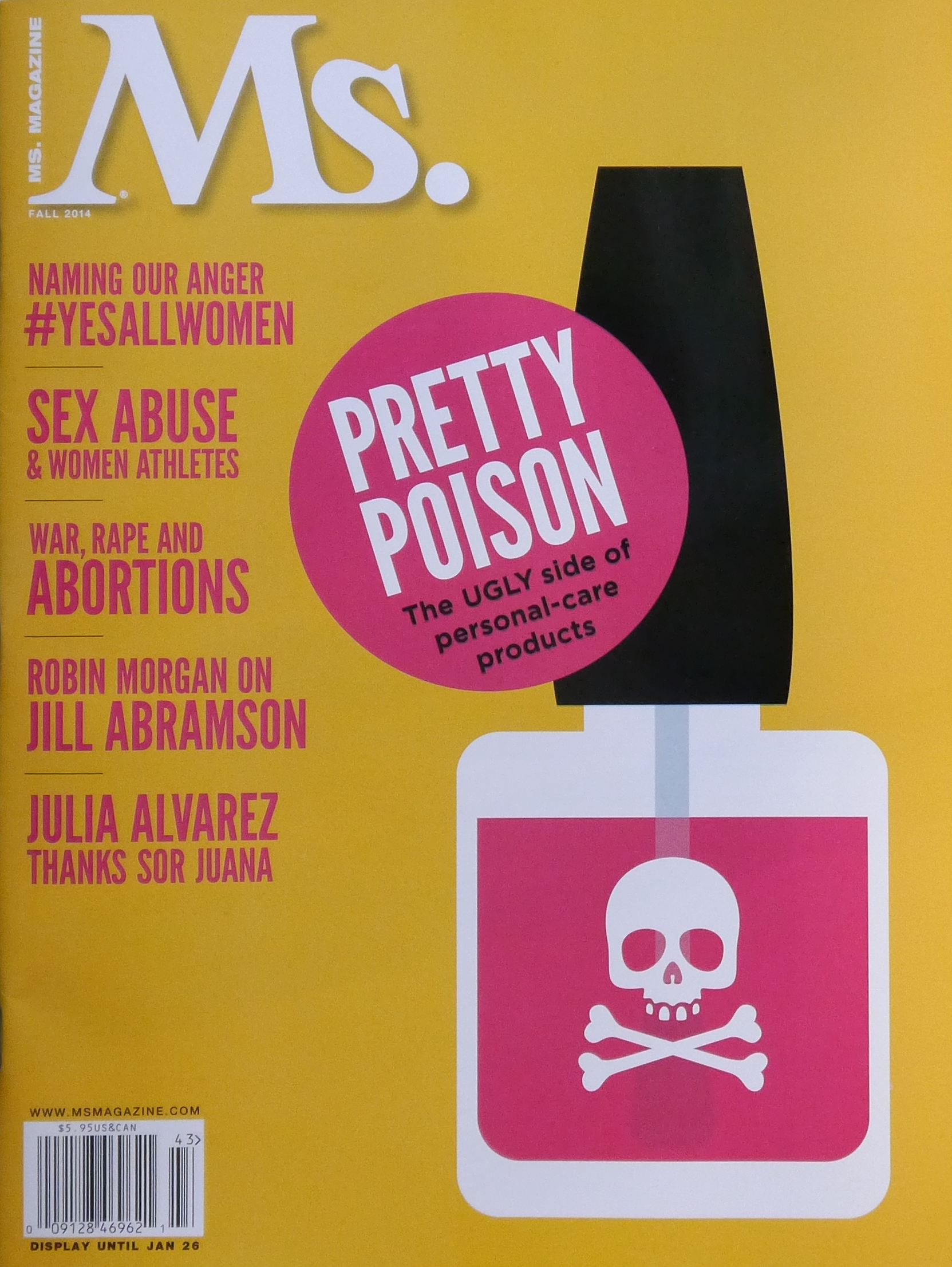
Б'юті-продукти, Осінь 2014
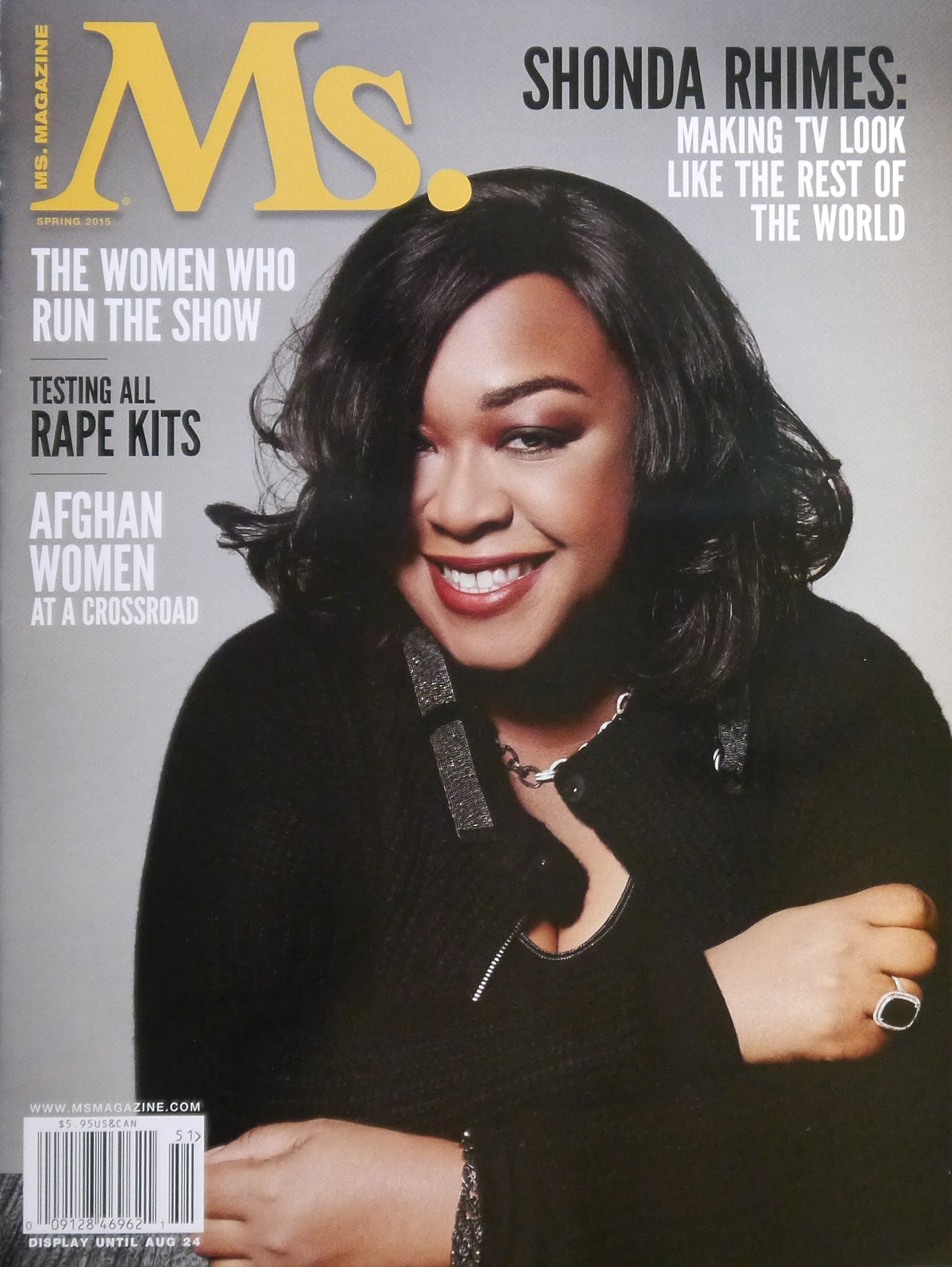
Шонда Раймз, Весна 2015
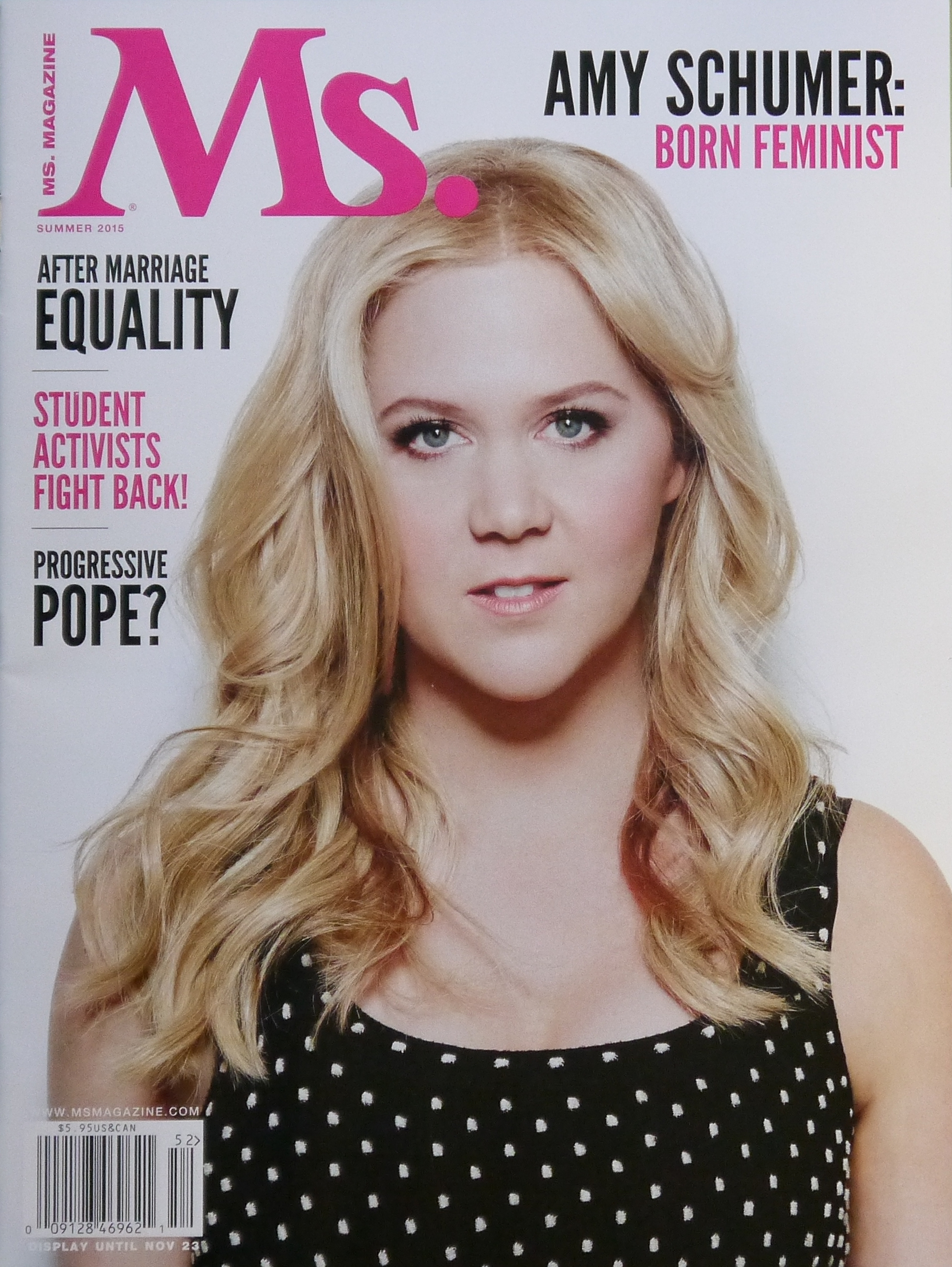
Емі Шумер, Літо 2015
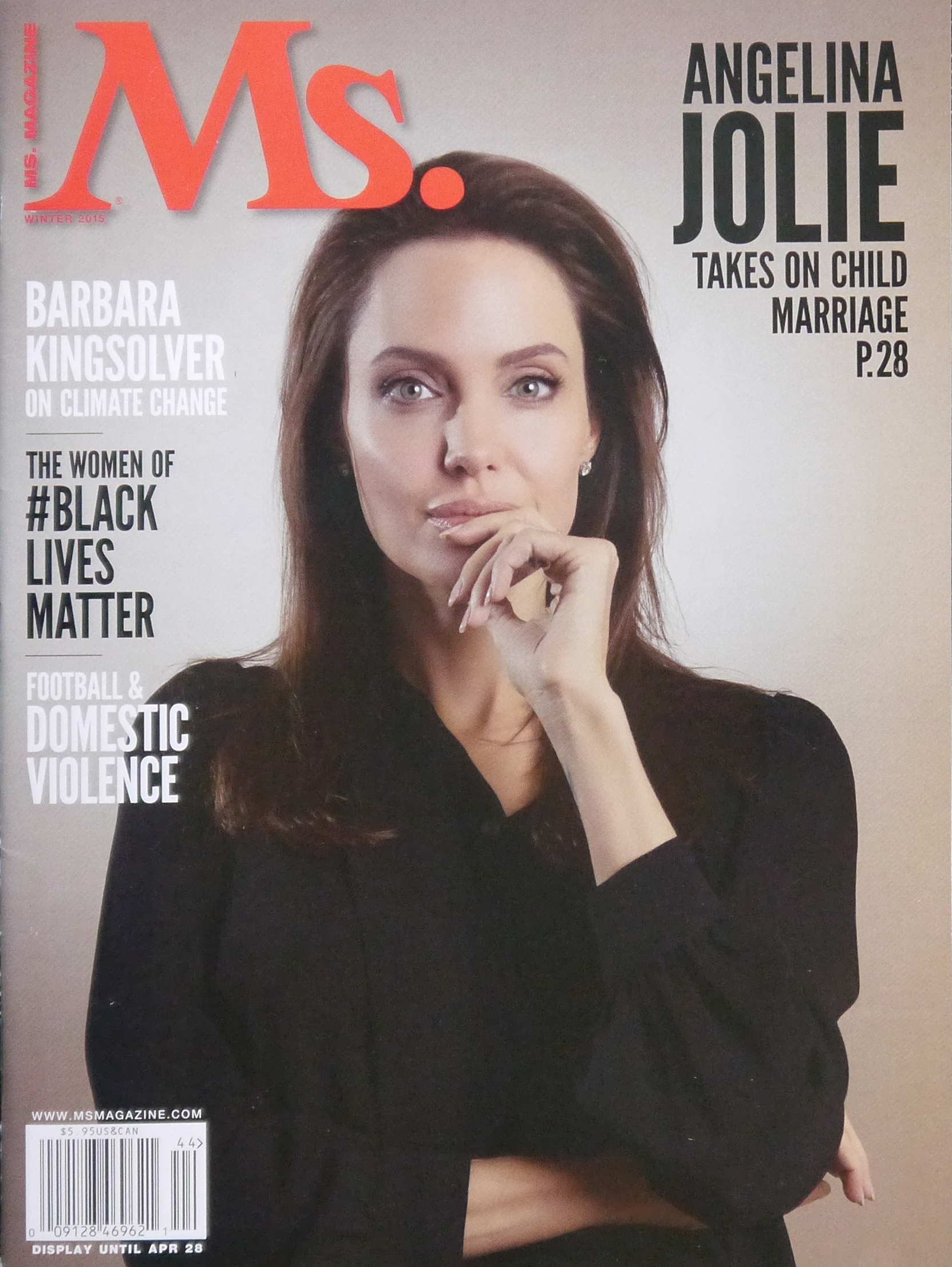
Анджеліна Джолі, Зима 2015
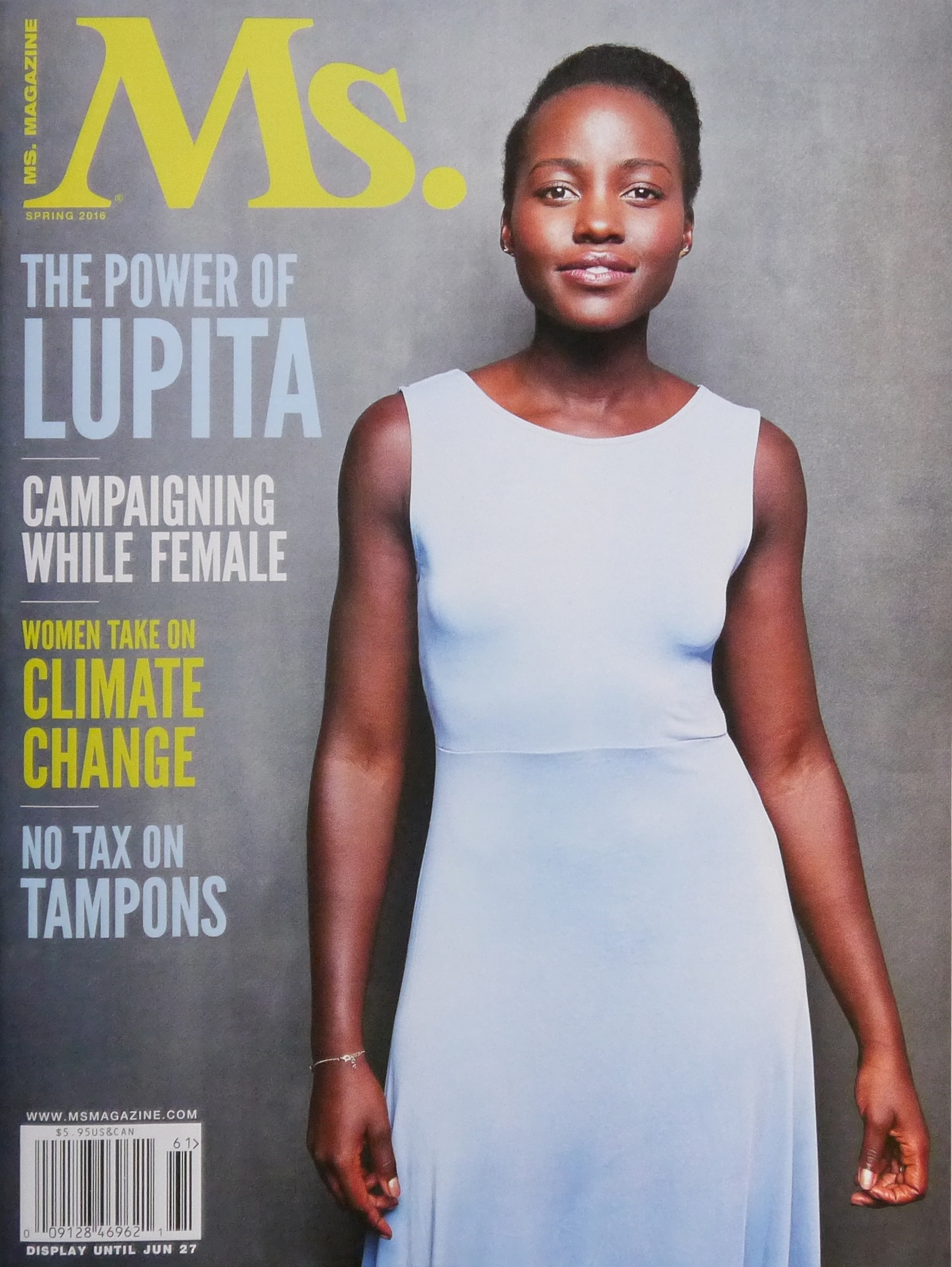
Люпіта Ніонґо, Весна 2016